# ダイワメジャー
ダイワメジャー（欧字名:Daiwa Major、2001年4月8日 - ）は、日本の競走馬・種牡馬。
2003年に中央競馬（JRA）でデビュー、翌2004年に皐月賞を制する。その後、呼吸疾患の喘鳴症が重症化したことで一時不振に陥るが、手術を経てこれを克服し、2005年4月に復帰。2006年には天皇賞（秋）とマイルチャンピオンシップに優勝し、最優秀短距離馬に選出される。2007年にも安田記念とマイルチャンピオンシップを制し、再び同賞を受けた。通算28戦9勝。中央GI競走5勝は当時史上4位タイの記録。努力の名馬と呼ばれた。競走馬引退後の2008年より種牡馬となり、GI3勝のアドマイヤマーズをはじめ11頭のGI級競走優勝馬を輩出している。
有馬記念などGI・JpnI競走で4勝を挙げたダイワスカーレットは半妹（異父妹）。なお、ダイワスカーレットの祖父がダイワメジャーの父と同じサンデーサイレンスであるため、3/4妹（血量が75%同じ）とも言われる。

## 競走馬時代

### 生い立ち
2001年、北海道千歳市の社台ファームに生まれる。父は当時不動のリーディングサイアーであったサンデーサイレンス、母は中央競馬で4つの重賞を制したスカーレットブーケ。当時すでに兄姉には新潟3歳ステークス優勝のダイワルージュはじめ、それぞれ5勝を挙げたスリリングサンデー、グロリアスサンデーといった活躍馬がいた。のちにGI・JpnIで4勝を挙げるアグネスタキオン産駒のダイワスカーレットは3歳下の半妹であり、ほかにも祖母・スカーレットインクの系統からはGI・JpnI9勝のヴァーミリアン（本馬の従甥、父エルコンドルパサー）など活躍馬が続出し、この血統は俗に「スカーレット一族」と呼ばれるようになる。
祖母インク、母ブーケは逞しい馬体の持ち主であったが、本馬もその特徴をよく受け継いで幼駒の頃から大柄でがっしりとした体格を備え、性格的にも活発で放牧地では「ガキ大将」的な存在であった。翌年より育成調教を開始。調教を担当した牡馬担当主任の東礼治郎は、首の力の異常な強さ、そして引っ張る手綱に反しつつ、騎乗者を睨みつけてくる様子に「大袈裟ではなく、本当に震え上がった」という。この頃は気に入らないことがあれば頑なに反抗するといった非常にわがままな性格だったため、牧場スタッフを手こずらせた。ただし、一度覚えたことは難なくこなす頭の良さも併せ持っていたという。
競走年齢の2歳に達した2003年夏に社台ファームの調教拠点・山元トレーニングセンターに送られたが、間もなく千歳に送り返される。馬に活を入れようと考えた東は、社台ファーム生産馬のイングランディーレに騎乗していた公営ホッカイドウ競馬の騎手・五十嵐冬樹に調教騎乗を依頼した。そして五十嵐の手によって徹底的に追い込まれたダイワメジャーは、以後いくらか素直になったという。

### 戦績

#### 2－3歳（2003－2004年）

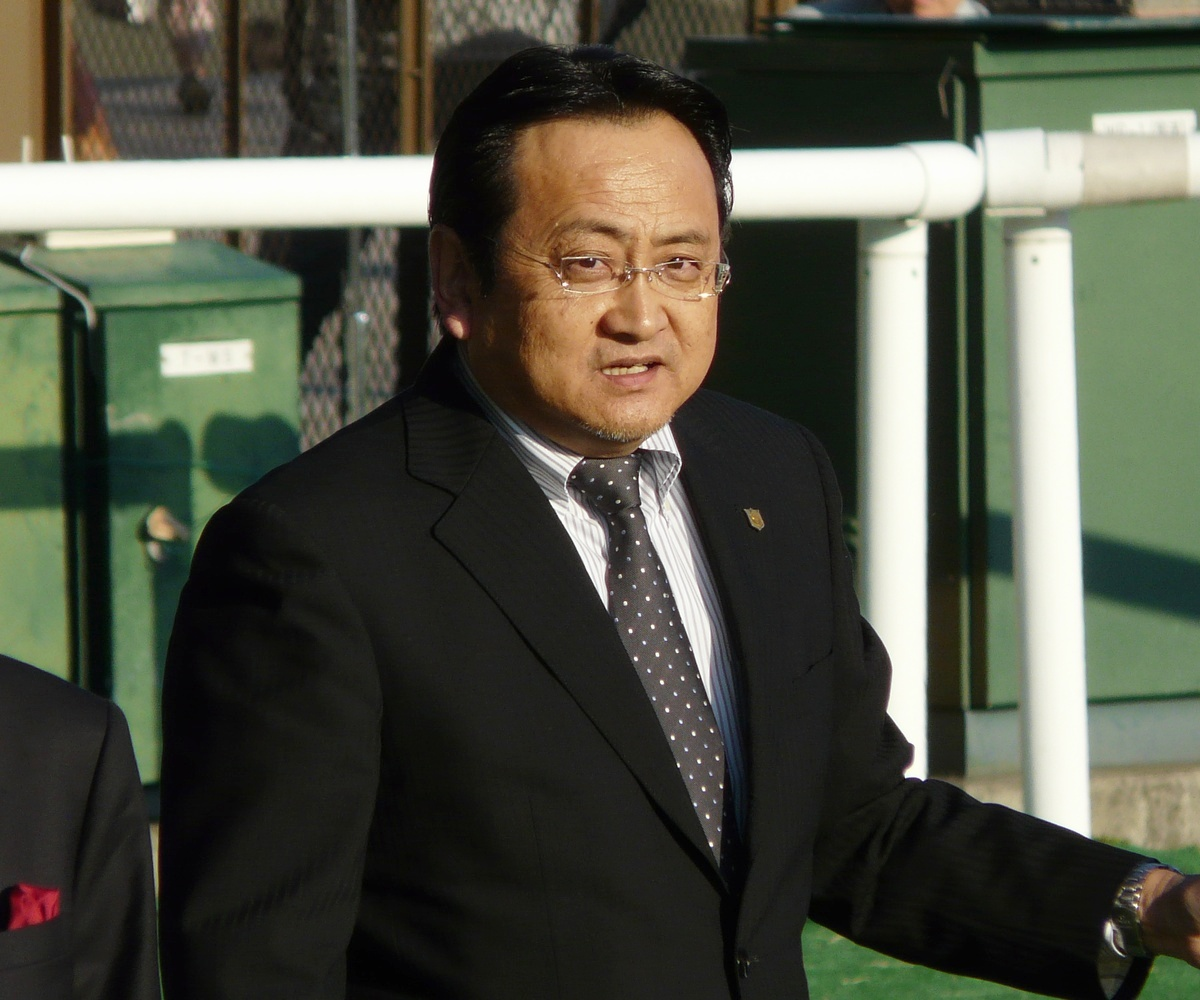
上原博之

秋になり、姉のダイワルージュも手がけた上原博之厩舎に入厩。厩舎でも力の強さと神経質さでスタッフを振り回したが、非常な大器であるという点で関係者の見解は一致していた。
2003年12月28日、中山開催の新馬戦で菊沢隆徳を鞍上にデビュー。当日の装鞍所では上原が「あんなに暴れる馬を見たのははじめて」といい、競馬会から出走取消を打診されたほど激しく暴れ、さらにはじめて衆目の前に出た競走前のパドックでは、地面に腹這いになってしまうという珍しい姿をみせた。本馬場入場後にも腰を下ろそうとする仕草を繰り返したことからウォーミングアップもできず、そのまま発走となる。スタートでは出遅れて後方からのレース運びとなったが、向正面から進出を開始し、勝ったモンスターロードからクビ差の2着に入った。なお、上原はパドックでの様子について「パニックの一種だと思う。脚を蹴り上げて騒ぐのもパニックなら寝てしまおうというのもパニック。どうしていいか、自分でも分からなくなってしまったのだろう。それにここまで暴れすぎて疲れてしまった。そして、ヘナヘナと腰を下ろしたくなった。そんなところだろう」と語っている。馬主の大城敬三はダイワメジャーの性格的な部分を一切知らされておらず、パドックで寝た姿を見て非常に驚いたという。
翌2004年1月17日に中山・ダート1800メートルの未勝利戦で2戦目を迎える。落ち着かせるために調教助手の飯田直毅が装鞍所からパドックまで跨がり続け、鞍上の菊沢隆徳に交代してからは前走とは異なり返し馬（待機所への移動を兼ねたウォーミングアップ）もこなすことができた。レースは最後の直線だけで後続に9馬身の差を付け、初勝利を挙げた。走破タイム1分56秒4は、前週に同条件で行われた古馬（4歳以上馬）1000万下条件戦のタイムを0秒2上回る優秀なものだった。
次戦には自己条件戦のカトレア賞に登録したが除外となり、やむなく初勝利時と同じダート1800メートルの条件戦に出走したが、当日は単勝オッズ1.4倍の人気を裏切り4着と敗れる。クラシック三冠初戦・皐月賞への出走権確保のため、3月21日にはスプリングステークス（皐月賞トライアル）で重賞に初出走。当日は16頭立て11番人気の評価で、レースではコーナリングが不安定な様子も見せたが、先行策から3着に粘り、皐月賞への優先出走権を得た。これ以前に厩舎では、知らない場所に行くと興奮するダイワメジャーの性格を矯正しようと様々な試行錯誤を重ね、さらに「怪我をさせてはいけない」と従来控えめに行っていた調教を厳しいものに変えていたが、ダイワメジャーは厳しい調教で却ってストレスを発散させ、精神状態がよくなる様子がみられたという。

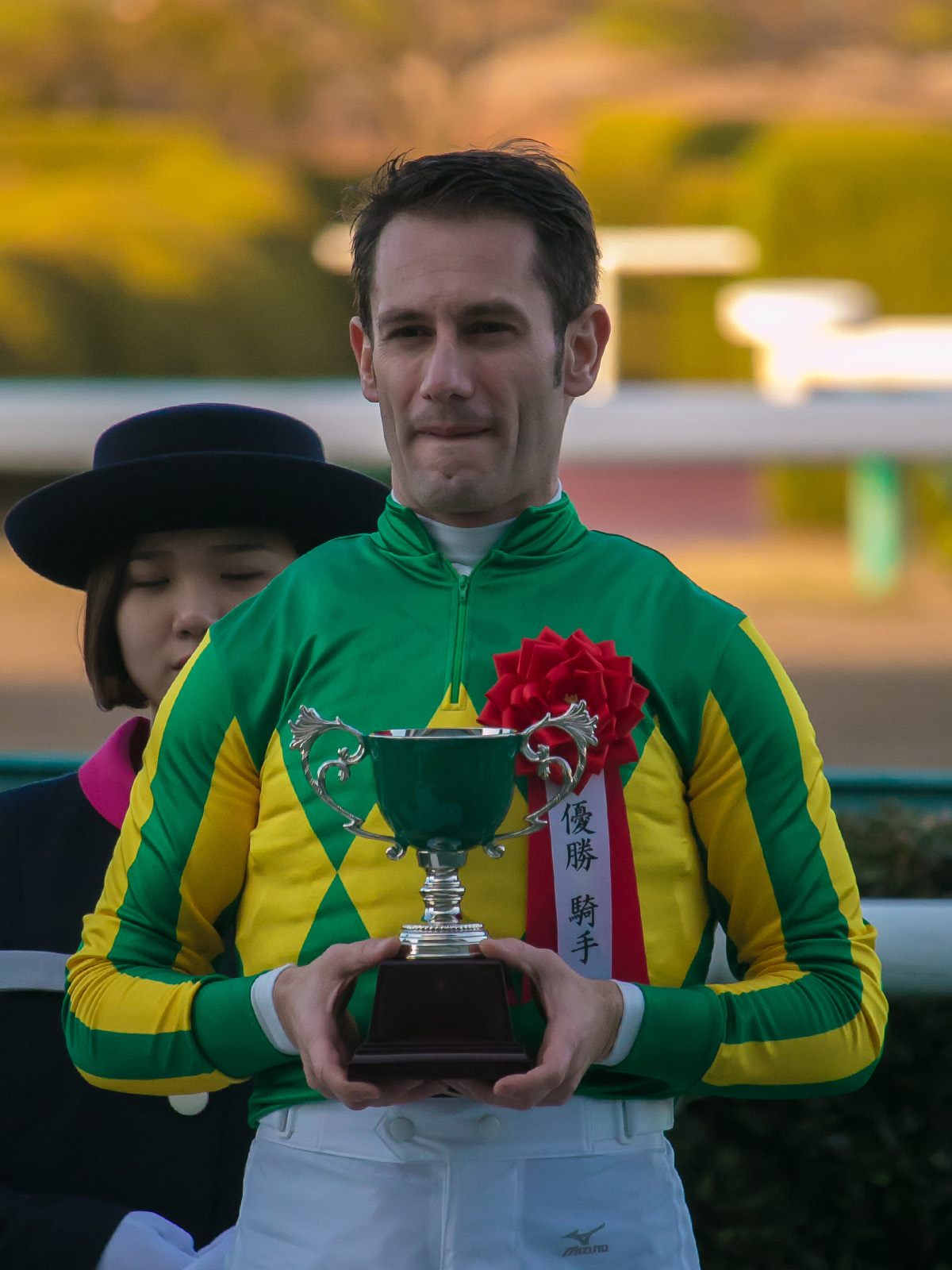
ミルコ・デムーロ（2017年）

4月18日の牡馬クラシック初戦・皐月賞では、社台ファーム代表の吉田照哉の進言で、騎手はそれまで騎乗した菊沢隆徳からイタリア人騎手のミルコ・デムーロに替わった。当日は五十嵐冬樹を鞍上に据えるホッカイドウ競馬のコスモバルク、スプリングステークスの勝利馬ブラックタイドが人気を分けあうなか、ダートで1勝という実績のダイワメジャーは10番人気であった。
スタートが切られるとダイワメジャーはメイショウボーラーに続く2番手につける。前半1000メートル通過は過去10年で3番目に早い59秒7というタイムで進むなか、ダイワメジャーは最終コーナーでメイショウボーラーに代わり先頭に立つ。最後の直線ではそのまま逃げ粘り、追いすがるコスモバルクに1馬身4分の1差を付けての優勝。母スカーレットブーケ、姉ダイワルージュが果たせなかったクラシック制覇を遂げた。調教師の上原、馬主の大城にとっても、これが初めてのGI制覇であった。走破タイム1分58秒6はコースレコードに0秒1差という好内容であり、また1勝馬の皐月賞制覇は1950年のクモノハナ以来、実に54年ぶり6頭目の記録であった。
上原は「今日は落ち着いていたし、この馬にとって良いペースだったので、安心して見ていられた」「子供っぽい面はまだあるが、覚えてしまえば上手な競馬をしてくれる。ダービーが楽しみになった」と、クラシック二冠目・東京優駿（日本ダービー）への期待を口にした。鞍上のデムーロにとっては前年のネオユニヴァースに続く皐月賞連覇であったが、競走後には「ネオユニヴァースと同じくらい力があると思う」と語り、同馬が達成したクラシック二冠について「頑張ってもらいたい」と述べた。馬主生活30数年というキャリアの末にGIタイトルを手にした大城は、「ゴールに入った瞬間は、ちょっと恥ずかしくて言えない」という状態だったという一方で、2着コスモバルクの騎手がダイワメジャーを矯正した五十嵐冬樹だったことに、「五十嵐騎手は複雑な気持ちだったと思う」とも述べた。
5月30日、クラシック二冠が懸かる日本ダービーへ出走。ダイワメジャーには皐月賞から400メートル延びる2400メートルという距離についての不安が囁かれ、当日の人気では皐月賞に出走せずNHKマイルカップ（GI）を5馬身差・レースレコードで圧勝したキングカメハメハ、コスモバルク、青葉賞（GII）の勝利馬ハイアーゲームに次ぐ4番人気となった。
スタートが切られると、1000メートル通過57秒6というハイペースを5番手で追走、最後の直線では3番手を追走していたコスモバルクともども伸びを欠き、レコードタイムで優勝したキングカメハメハの6着に終わった。
ダービーのあとは故郷・社台ファームで夏を過ごし、秋は三冠最終戦の菊花賞ではなく古馬相手となる天皇賞（秋）を目標とすることが決まる。9月26日、柴田善臣を鞍上にオールカマー（GII）で復帰し、同じくここから始動したダービー3着のハイアーゲームに次ぐ2番人気の支持を受ける。しかしレースでは2番手追走から最後の直線で失速し、最下位9着と敗れる。10月31日に迎えた天皇賞（秋）では12番人気と評価を落とし、結果も勝ったゼンノロブロイから4秒離された2戦連続の最下位17着に敗れた。
ダイワメジャーには皐月賞の頃から呼吸器の筋肉が麻痺し、気道が狭まり走行中の呼吸に支障を来す喘鳴症の兆候が出ており、この頃にはそれがすっかり悪化していたのであった。喉から独特の呼吸音がすることから、俗に「ノド鳴り」とも呼ばれるこの疾病は、かつて兄・スリリングサンデーも発症し、古くはタニノムーティエ、近い年代ではゴールドアリュールといった一流馬が引退に追い込まれていた。獣医師の所見では、その病状は「5段階で4から5」「正常時の60パーセントから70パーセントしか空気が入っていかない」という重いものであり、上原は引退も視野に入れていた。しかし大城、吉田とも協議の上で治療が試みられることになり、11月19日、社台ホースクリニックで手術が行われた。手術自体はさして難しくないものの、競走能力が戻る例は1～2割とされ、その見通しは「治る可能性は低いが、やれるだけのことはやってみよう」という程度のものであった。

#### 4歳（2005年）
手術後は休養に入り、2005年4月にダービー卿チャレンジトロフィー（GIII）で復帰。当日3番人気に推されたダイワメジャーは淀みのない流れを2番手で追走すると、最後の直線で抜け出して2着チアズメッセージに2馬身差を付けて勝利。喘鳴症からの復活を遂げた。走破タイム1分32秒3はレースレコードであった。上原は「直線で後ろを引き離したときにはゾクゾクしました。皐月賞と同じくらい嬉しい勝利です」と語り、社台ファームの長浜卓也は「上原先生から非常に順調との連絡をもらってはいたが、どんな走りをするのかという期待よりも、どうしても不安の方が大きかった。それにしても強かった。GI馬の貫禄を見せてもらった」と語った。
その後は順調に出走を続けたが、2005年にはほかに勝利を挙げることはできなかった。秋に出走したマイルチャンピオンシップ（GI）は、2番手追走から最後の直線で抜け出し、ゴール前でかわされたハットトリックを差し返しにいくもハナ差の2着という惜敗であった。

#### 5歳（2006年）

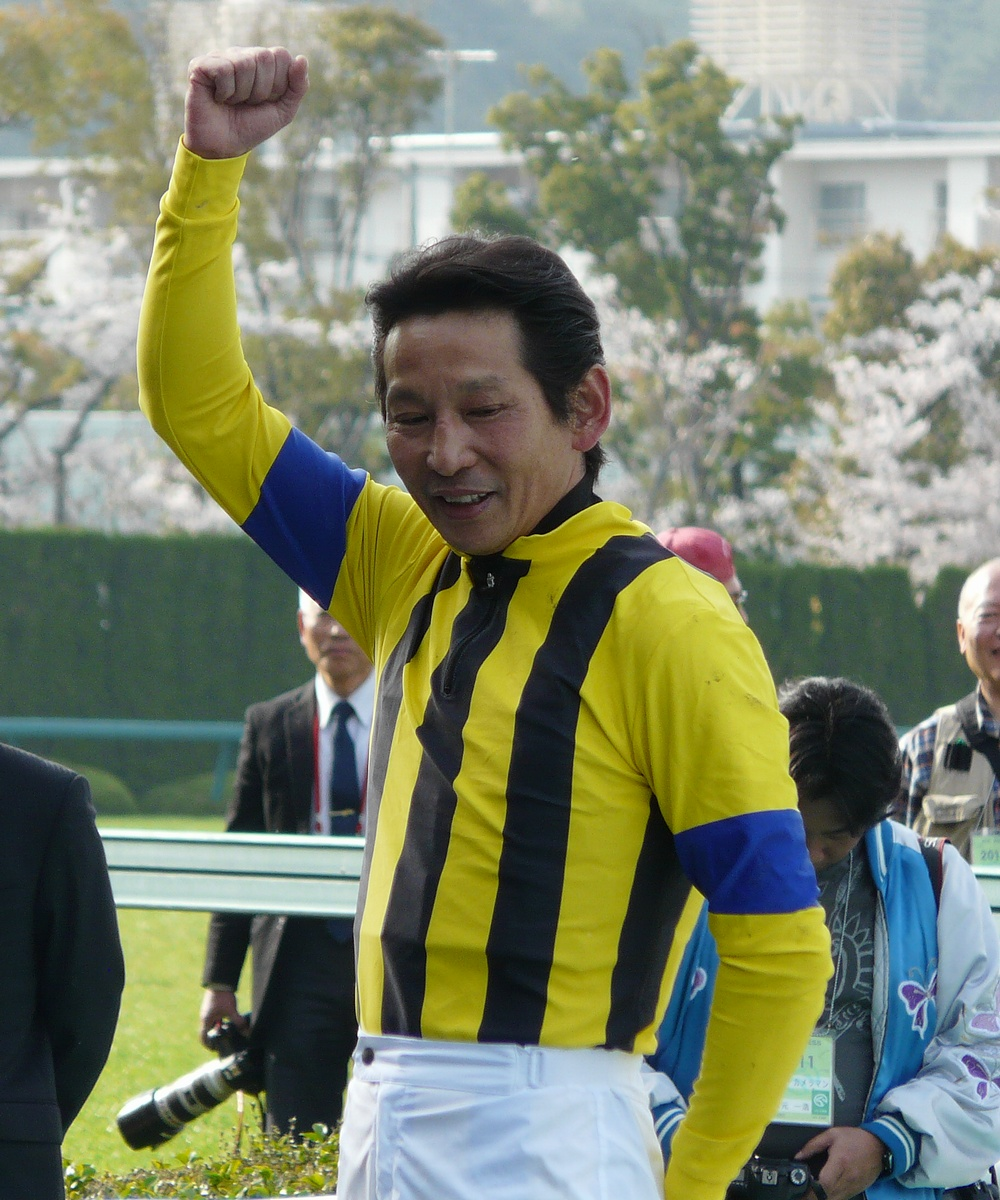
安藤勝己（2011年）

2006年春にマイラーズカップ（GII）で約1年ぶりの勝利。この競走以降、騎乗停止などの事情を除いては安藤勝己が主戦騎手として定着する。
同年春のGI競走・安田記念、宝塚記念（安藤の騎乗停止で四位洋文騎乗）はいずれも4着となる。安田記念では2番人気の支持を受けていたが、最内枠からの発走で馬群に包まれたことに加え、全体の流れも遅くなったことで、持続的なスピードを持ち味とするが一気に抜け出す瞬発力に欠けるダイワメジャーには不利な展開となっていた。その後は社台ファームで休養に入り、秋は毎日王冠（GII）から始動。安藤は安田記念での経験を踏まえ、平均的に流れていた全体のペースを吊り上げようと、あえて最終コーナーからスパートをかける作戦をとった。最後の直線では並びかけてきたダンスインザムードと2度にわたって接触し一旦前に出られたものの、残り100メートルから再加速し、クビ差逆転しての勝利を挙げた。
当初の予定では、このあとは前年2着のマイルチャンピオンシップへ直行することになっていたが、毎日王冠が好内容であったこと、また、競走後のダイワメジャーの体調も良かったことから、2年前に最下位となっていた天皇賞（秋）への出走が決まる。天皇賞にはフランス・凱旋門賞への遠征を終えた五冠馬（当時）・ディープインパクトが出走を予定していたが、のちに回避が表明されたことにより一転して混戦模様を呈した。当日は1番人気がGI3勝を挙げている牝馬のスイープトウショウで3.9倍、上位5頭までが10倍以下と人気が割れるなか、ダイワメジャーは7倍の4番人気となった。なお、前日調教に跨がった調教助手の飯田によれば、このときのダイワメジャーからはかつてなく凄味のある感触が伝わってきたといい、「あまりに凄い感触で誰にも言うことができなかった。口に出すと自分にプレッシャーが掛かってしまうと思ったから」と振り返っている。

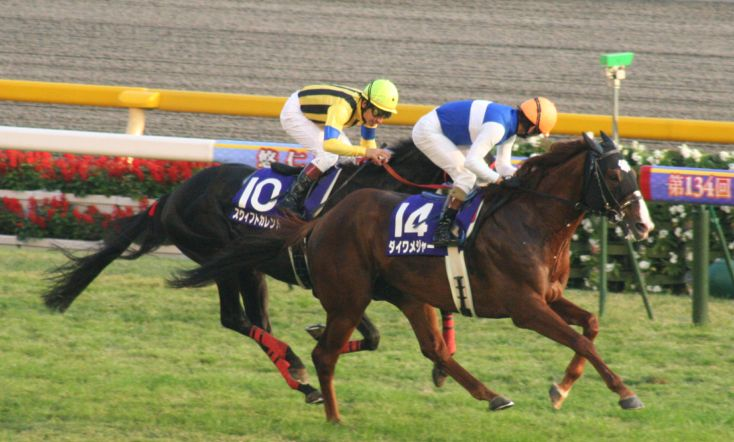
天皇賞を制したダイワメジャー（10月29日）。なお、画像の埒にもみられるように、この競走は「悠仁親王殿下御誕生慶祝」という副称を冠して行われる「慶祝競走」として行われた。

スタートが切られると、ダイワメジャーは逃げるインティライミから4～5馬身後方の2番手を追走、前半1000メートル通過は58秒8と淀みのないペースで流れた。ダイワメジャーは残り400メートル地点で先頭に立ち、追い込んできたスウィフトカレントに半馬身の差を保ち続けたままゴール。皐月賞以来924日ぶりのGI制覇を果たした。
安藤は「これまではダイワメジャーの力を出し切れるレースになることは少なかったけど、今回はこの馬に合った、淡々とした平均ペースになったのが良かった。我慢強い馬だから、スウィフトカレントが来たときにもう一回伸びてくれた」と感想を述べた。また上原は後年行われたインタビューで「嬉しかった。当時は手術をしてGIを勝った馬はいなかったし、喘鳴症になったらもう駄目というイメージだった。それが同じ症状に苦しむ馬に希望を与えることができた。何とかなる、GIだって勝てると……。社台クリニックのスタッフが心から喜んでくれたのが印象に残っている」と述べている。当の獣医師は「あれだけ走ってくれるのは10頭手術したうちの1頭ぐらいだと思う」との見解を示しており、吉田照哉はこの勝利を「奇跡と言っていい」と評した。
11月19日、マイルチャンピオンシップへ出走。当日は6頭のGI優勝馬が顔を揃えたなか、ダイワメジャーは単勝2.3倍の1番人気に推された。レースは前半600メートルが46秒0という速い流れを2番手で追走しながら、最終コーナーでは猛然とした勢いで先頭に立ち、ゴール前ではダンスインザムード（3番人気）に並ばれながらも前に出ることを許さず、同馬をクビ差退けて優勝。GI2連勝を遂げた。天皇賞（秋）とマイルチャンピオンシップの連勝は、1987年にこれを達成したニッポーテイオー以来19年ぶり2頭目の例となった。安藤は「本当に強い競馬だった。今日は特に行きっぷりが良かったし、ペースが速いのは分かっていたけど、無理に引っ張ることはしなかった。最後も後ろからダンスインザムードが来たとき、もう一度伸びてくれた。負ける気はしなかった。着差以上に強かったと思う」と称えた。
11月30日には年末のグランプリ競走・有馬記念への出走を発表。それまで1600～2000メートルを中心に出走してきたダイワメジャーに、同競走の2500メートルは長すぎるとの見方もあったが、上原はそれまでの番組選択は喘鳴症の影響を最大限に考慮したものであり、血統背景や日本ダービー・宝塚記念での走りからみて距離に問題はないとした。毎年12月に香港で行われる香港国際競走が隆盛をみてから、日本国内でも1600～2000メートル路線の実績馬は有馬記念を避けそちらへ回る事例が増えているなかで、マイルチャンピオンシップ優勝馬が同年の有馬記念へ出走するのは10年ぶりのことであった。
有馬記念へは、ジャパンカップを制しGI6勝目を挙げていたディープインパクトに次ぐ、ファン投票2位で出走。当日の人気ではディープインパクトに加え、当年の皐月賞、日本ダービー、菊花賞、ジャパンカップをそれぞれ2、3、2、2着としていたドリームパスポートに次ぐ3番人気となった。レースではアドマイヤメインの大逃げを2番手で追走、最終コーナーでこれをとらえ、先頭で最後の直線に入ったが、ディープインパクトにかわされ、さらにポップロックにも差されての3着となった。
翌年1月に発表された中央競馬の年度表彰・JRA賞において、ダイワメジャーは最優秀短距離馬に選出された。また、仮定の斤量数値で各馬の序列化を図るJPNサラブレッドランキングでは、Mコラム（1400～1899メートル）およびIコラム（1900 - 2199メートル）でそれぞれ1位（全距離区分の総合では3位タイ）となる121ポンドの評価を得た。

#### 6歳（2007年）
2007年、アラブ首長国連邦・ドバイで行われるドバイデューティフリーへの招待を受け、天皇賞で3着に退けたアドマイヤムーンと共に出走。当年は日本からの2騎を含め、出走16頭中8頭が国際GI優勝馬という顔ぶれで、4つのG1競走が行われるドバイミーティングの中でも特に出走馬の層が厚いとされた。そうした中でダイワメジャーは調教において際だった動きを見せており、イギリスのブックメーカーの中にはダイワメジャーが1番人気になったものもあった。
スタートが切られると安藤・ダイワメジャーは常の通り先行策をとり、最終コーナーから直線にかけて先頭に立ったが、中団に位置していたアドマイヤムーンに残り300メートル付近で一気にかわされ、同馬から5馬身弱の差で3着となった。安藤は「この馬には不向きな瞬発力勝負になってしまった。馬体を併せる形になっていれば、また違ったかもしれないけれど」と感想を述べた。安藤は後年、スローペースに流れたドバイデューティーフリーではなく、アメリカ調教馬が競り合って進むためペースが速くなるドバイワールドカップに出ていれば、同じコースで行った調教の様子からみて、また同競走で3着となったブリッシュラック（前年の安田記念優勝馬）との比較からみても、好結果が残せたのではないかとしている。
帰国後の6月3日、過去2回を8、4着としていた安田記念に出走。高松宮記念優勝馬・スズカフェニックスに次ぐ2番人気に支持される。枠順は1枠2番と前年に続き内枠であり、スタート後はやはり内で包まれる場面もあり、直線を向いた時点では4番手の位置であった。直線では逃げ粘るコンゴウリキシオーを追走、残り100メートルから馬体を接しての競り合いとなる。安藤は鞭を嫌がるダイワメジャーの性格を考慮して手綱を押す動作のみで追い続け、ゴール前でクビ差抜け出して優勝。現役最多となるGI4勝目を挙げた。安田記念がGIに格付けられた1984年以降、クラシック競走の優勝馬が安田記念も制したのは初めての例となった。また、サンデーサイレンス産駒にとっても初の安田記念制覇となった。
安藤は「内枠だったのでどこで馬を外に出そうか考えていた。最後はなかなかかわせないので焦ったが、一番得意な距離で勝てて良かった」と語った。また上原は「内枠を克服して、最後は本来の走りで勝ってくれた。この馬の頑張りには本当に頭が下がる」と述べ、ウィナーズサークルへ向かうダイワメジャーの後方で、涙を拭う姿もみせた。
6月24日には春のグランプリ・宝塚記念に出走。創設48年目にして初めてフルゲートとなり、7頭のGI優勝馬が揃い競走史上最高のレベルと喧伝されたなか、ダイワメジャーは7倍の5番人気となる。しかし先行することができず中団からの競馬となり、そのまま伸びてくることもなく、アドマイヤムーンの12着と大敗した。上原によれば、このときのダイワメジャーは体調の問題を抱えていた。阪神競馬場の出張馬房に入る際、上原はできるだけ静かな場所に入れたいと「隣に他の馬が入らない場所」という希望を述べたところ、隅の馬房を勧められた。しかし、そこは付近を通る電車の騒音や場内放送が鳴り響くなど非常に劣悪な環境であり、競走前日には蒸し暑くなったこともあり、ダイワメジャーは食欲をなくしてしまったのだという。当日の馬体重は516kgという過去最低の数字であった。安藤も「いつになく落ち着いていると良い方に解釈したが、どうもそうではなかったようだ」と振り返っている。
夏は社台ファームは休養に入ったが、当年8月15日に美浦トレーニングセンターで馬インフルエンザの発生が確認されたことから、ダイワメジャーの美浦への帰厩は1週間ほど遅れた。しかしその後の調整に大きな影響はなく、前年と同じく毎日王冠より始動。当日は出走中最高斤量の59kgを背負いながら、単勝オッズ1.8倍の1番人気に支持された。レースは1000メートル通過57秒5というハイペースを先行し早めに先頭に立ったが、後方から追い込んだチョウサンとアグネスアークに差されての3着となった。安藤は「ブライトトゥモロー（5着馬）に併せていくところまではよかったが、その外から来られた。あれではちょっと」と述べ、上原は「今年はちょっとペースが速かった。あと、外から一気に来られてしまったのも痛かった。（差し馬が）もっと近いところにいてくれたら、もうひと伸びできる馬なんですが」と悔いつつも、「本当は勝たないといけなかったが、先行勢に厳しい流れのなか、よく走ってくれた。最後は決め手の差で負けてしまったが、力のあるところは見せてくれたし、たたき台の前哨戦としてはまずまずの内容だった」などと先への期待を語った。
10月28日には史上2頭目の連覇が懸かる天皇賞（秋）に出走。当日は、馬インフルエンザの影響から凱旋門賞への遠征を断念し、史上4頭目の天皇賞春秋連覇を狙うメイショウサムソンが2.9倍の1番人気、宝塚記念のあと40億円と伝えられる価格でダーレー・ジャパン・ファームに譲渡されたアドマイヤムーンが3.8倍の2番人気、ダイワメジャーが5.6倍の3番人気という順となった。スタートが切られるとダイワメジャーは5～6番手を追走、最後の直線では内側に位置していた馬の斜行の煽りも受け、メイショウサムソンの9着と敗れた。同じく不利を受けたアドマイヤムーンは6着となっており、斜行したエイシンデピュティ（8位入線）は、アグネスアーク、シャドウゲイト、アドマイヤムーン、ダイワメジャーの進路を妨害したかどで14着に降着となった。安藤は「さあ、これからという時にバランスを崩されて馬が斜めになってしまった。内はガラッと空いていたし、こんなことなら逃げれば良かった」と語った。
11月18日にはマイルチャンピオンシップへ出走。当日は1番人気に支持されたが、前年よりも不安視され、オッズは3.8倍であった。前走の反省から、「先頭から行くぐらいのつもりで」と語っていた安藤・ダイワメジャーはスタートから先頭を奪うと、道中いったん3番手に下げたのち、最後の直線残り300メートル付近で再び先頭に立った。最後は追い込んできたスーパーホーネットをクビ差抑え優勝。史上4位タイ（当時）となるGI5勝目をマークした。マイルチャンピオンシップ連覇は史上5頭目、前年の同競走から安田記念→マイルチャンピオンシップと続いた「マイルGI三連覇」は、史上3頭目の記録であった。安藤は「並ぶ形になると本当に強い馬、残り50メートルの地点でかわされなかったので、何とかなると思った」と感想を述べ、馬主の大城敬三は「安藤騎手はきっちりと、最高の乗り方をしてくれた」と称えた。この時点で獲得賞金が10億円を突破し、中央競馬史上8頭目の「10億円ホース」となった。

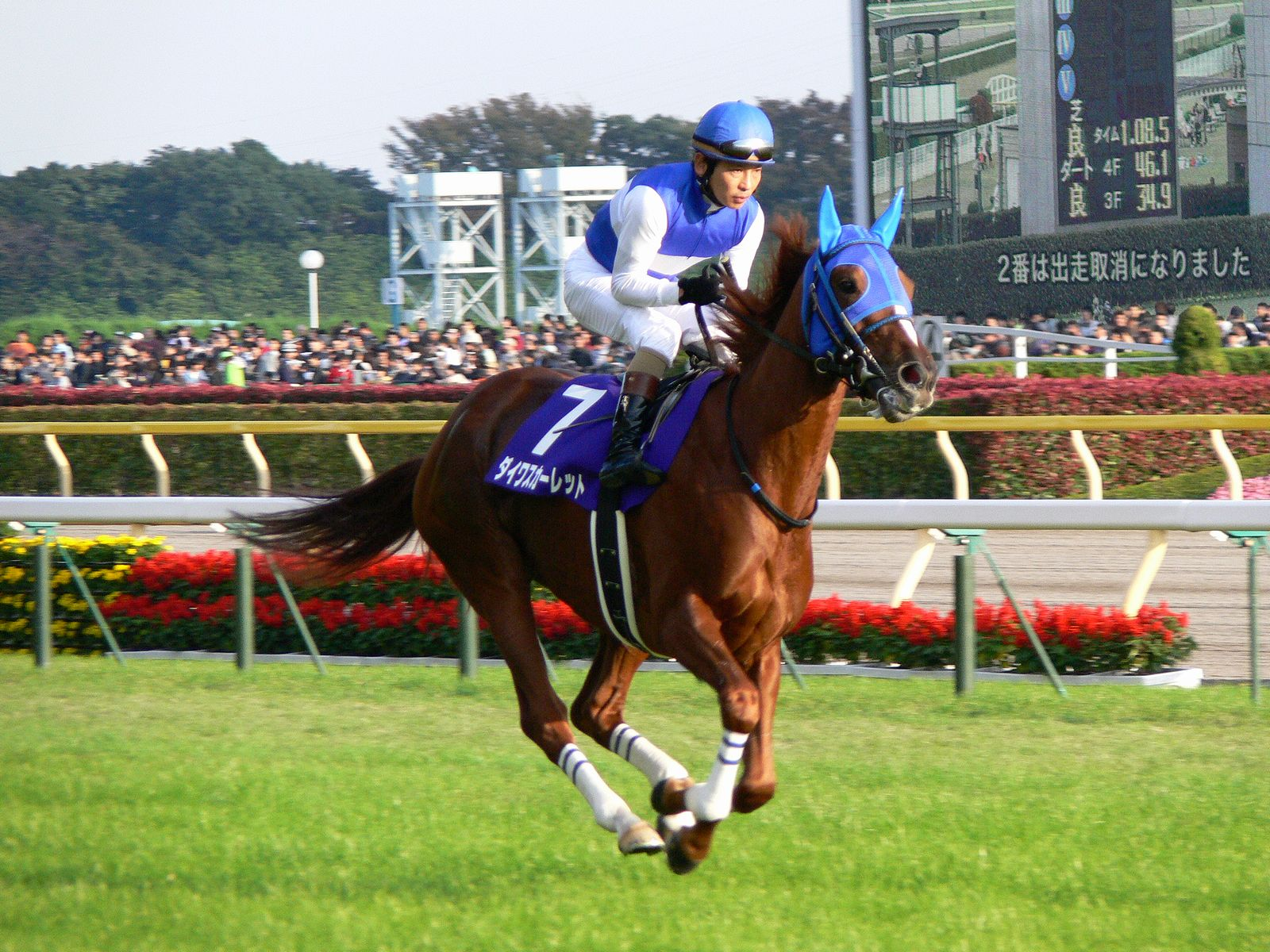
ダイワスカーレット

前週には妹のダイワスカーレットがエリザベス女王杯でGI・JpnIあわせて3つ目の勝利を挙げており、年末の有馬記念には「兄妹対決」という興趣も加えられることになった。ダイワメジャーは11月26日にラストランとなる有馬記念への出走を正式発表、ファン投票においては、当年牝馬として64年ぶりに日本ダービーを制したウオッカ、メイショウサムソンに次ぐ3位で選出され、4位のダイワスカーレットを上回った。スカーレットも安藤が主戦騎手を務めており、安藤は翌年以降を考慮してスカーレットへ騎乗、メジャーには皐月賞でコンビを組んだミルコ・デムーロが騎乗することになった。
当日の単勝オッズで10倍以下となったのはメイショウサムソン、ポップロック、ウオッカ、ロックドゥカンブ、ダイワスカーレットまでで、ダイワメジャーは15.2倍の6番人気という評価になった。スタートが切られるとチョウサンが先頭を奪い、ダイワスカーレットが2番手、ダイワメジャーは5番手を追走。途中からダイワスカーレットはチョウサンに並びかけて先頭でレースを進めたが、3番手を追走していた9番人気のマツリダゴッホが残り400メートル地点から一気に先頭に立ち、そのままゴールまで押しきって優勝した。1馬身あまり差がついた2着にダイワスカーレット、ダイワメジャーはさらに2馬身差の3着となり、最後のレースを終えた。競走後、デムーロは「もう少し強気にいけば2着はあったかも」とコメントした。上原は「惜しむらくは妹と同脚質だったこと。ダイワスカーレットに譲らざるを得ず、自分の競馬ができなかった。それで最後に猛然と追い上げてきたときは胸が熱くなった」と振り返っている。
同日の最終レース終了後、ダイワメジャーの引退式が挙行された。デムーロは「皐月賞は思い出に残るレース。今日も勝ちたかったですが、3着でごめんなさい」と語り、安藤は「一生忘れられない馬。引退式で跨がって寂しい気持ちになりました。メジャーの子供にも乗ってみたい」と語った。上原は「デビューからのことを色々と思い出して、言葉が出なくなりました。メジャーにはたくさんの勉強をさせてもらって、本当に感謝しています」と語り、感泣した。なお、この競走前から大城は「本当はもう1年走らせたい。マイルだったら世界一、もう負けないくらいの馬だと思っているから」と未練を覗かせており、また調教助手の飯田によれば、天皇賞を勝ったときに近い状態が競走2日後にやってきていたといい、飯田も「牧場に旅立ってしまうのが本当に惜しいと思った」と振り返っている。
翌年1月8日発表されたJRA賞において、ダイワメジャーは2年連続の最優秀短距離馬に選出。レーティングにおいても前年に引き続きMコラム121ポンドの評価を受け、世界29位タイ（日本調教馬では4位タイ）となった。

## 競走成績
以下の内容はnetkeiba.com「ダイワメジャーの競走成績」に基づく。
| 競走日     | 競馬場 | 競走名       | 格   | 距離（馬場）  | 頭 数 | 枠 番 | 馬 番 | オッズ （人気） | 着順 | タイム （上り3F） | 着差     | 騎手       | 斤量   | 1着馬（2着馬）         |
| ---------- | ------ | ------------ | ---- | ------------- | ----- | ----- | ----- | --------------- | ---- | ----------------- | -------- | ---------- | ------ | ---------------------- |
| 2003.12.28 | 中山   | 2歳新馬      |      | 芝1600m（良） | 12    | 5     | 6     | 02.0（01人）    | 02着 | 1:36.9 (35.0)     | -0.0     | 菊沢隆徳   | 55kg   | モンスターロード       |
| 2004.01.17 | 中山   | 3歳未勝利    |      | ダ1800m（良） | 16    | 7     | 14    | 01.9（01人）    | 01着 | 1:56.4 (39.4)     | -1.5     | 菊沢隆徳   | 56kg   | （フサイチバルドル）   |
| 0000.02.29 | 中山   | 3歳500万下   |      | ダ1800m（良） | 16    | 8     | 15    | 01.4（01人）    | 04着 | 1:57.0 (40.8)     | -0.8     | 菊沢隆徳   | 56kg   | フルオブファイト       |
| 0000.03.21 | 中山   | スプリングS  | GII  | 芝1800m（稍） | 16    | 4     | 7     | 73.7（11人）    | 03着 | 1:48.5 (36.3)     | -0.2     | 菊沢隆徳   | 56kg   | ブラックタイド         |
| 0000.04.18 | 中山   | 皐月賞       | GI   | 芝2000m（良） | 18    | 7     | 14    | 32.2（10人）    | 01着 | 1:58.6 (33.9)     | -0.2     | M.デムーロ | 57kg   | （コスモバルク）       |
| 0000.05.30 | 東京   | 東京優駿     | GI   | 芝2400m（良） | 18    | 2     | 4     | 07.6（04人）    | 06着 | 2:24.3 (36.3)     | -1.0     | M.デムーロ | 57kg   | キングカメハメハ       |
| 0000.09.26 | 中山   | オールカマー | GII  | 芝2200m（稍） | 9     | 7     | 7     | 03.1（02人）    | 09着 | 2:15.0 (36.7)     | -1.6     | 柴田善臣   | 56kg   | トーセンダンディ       |
| 0000.10.31 | 東京   | 天皇賞（秋） | GI   | 芝2000m（稍） | 17    | 8     | 17    | 37.5（12人）    | 17着 | 2:02.9 (38.6)     | -4.0     | 柴田善臣   | 56kg   | ゼンノロブロイ         |
| 2005.04.03 | 中山   | ダービー卿CT | GIII | 芝1600m（良） | 16    | 3     | 5     | 05.8（03人）    | 01着 | 1:32.3 (34.5)     | -0.3     | 柴田善臣   | 57.5kg | （チアズメッセージ）   |
| 0000.06.05 | 東京   | 安田記念     | GI   | 芝1600m（良） | 18    | 2     | 3     | 06.8（02人）    | 08着 | 1:32.8 (35.0)     | -0.5     | 柴田善臣   | 58kg   | アサクサデンエン       |
| 0000.07.31 | 新潟   | 関屋記念     | GIII | 芝1600m（良） | 18    | 6     | 11    | 02.7（01人）    | 02着 | 1:32.4 (33.6)     | -0.1     | 横山典弘   | 57kg   | サイドワインダー       |
| 0000.10.09 | 東京   | 毎日王冠     | GII  | 芝1800m（稍） | 17    | 2     | 3     | 04.6（01人）    | 05着 | 1:47.0 (33.8)     | -0.5     | 横山典弘   | 58kg   | サンライズペガサス     |
| 0000.11.20 | 京都   | マイルCS     | GI   | 芝1600m（良） | 17    | 6     | 12    | 13.0（04人）    | 02着 | 1:32.1 (34.9)     | -0.0     | C.ルメール | 57kg   | ハットトリック         |
| 2006.02.26 | 中山   | 中山記念     | GII  | 芝1800m（重） | 12    | 1     | 1     | 02.1（01人）    | 02着 | 1:49.7 (36.3)     | -0.8     | M.デムーロ | 58kg   | バランスオブゲーム     |
| 0000.04.15 | 阪神   | マイラーズC  | GII  | 芝1600m（稍） | 11    | 8     | 11    | 01.8（01人）    | 01着 | 1:36.2 (34.7)     | -0.1     | 安藤勝己   | 58kg   | （ダンスインザムード） |
| 0000.06.04 | 東京   | 安田記念     | GI   | 芝1600m（良） | 18    | 1     | 1     | 05.8（02人）    | 04着 | 1:33.1 (34.8)     | -0.5     | 安藤勝己   | 58kg   | ブリッシュラック       |
| 0000.06.25 | 京都   | 宝塚記念     | GI   | 芝2200m（稍） | 13    | 4     | 4     | 25.6（04人）    | 04着 | 2:14.1 (36.7)     | -1.1     | 四位洋文   | 58kg   | ディープインパクト     |
| 0000.10.08 | 東京   | 毎日王冠     | GII  | 芝1800m（良） | 16    | 8     | 16    | 06.4（03人）    | 01着 | 1:45.5 (34.5)     | -0.0     | 安藤勝己   | 58kg   | （ダンスインザムード） |
| 0000.10.29 | 東京   | 天皇賞（秋） | GI   | 芝2000m（良） | 16    | 7     | 14    | 07.0（04人）    | 01着 | 1:58.8 (35.2)     | -0.1     | 安藤勝己   | 58kg   | （スウィフトカレント） |
| 0000.11.19 | 京都   | マイルCS     | GI   | 芝1600m（良） | 18    | 5     | 10    | 02.3（01人）    | 01着 | 1:32.7 (35.1)     | -0.1     | 安藤勝己   | 57kg   | （ダンスインザムード） |
| 0000.12.24 | 中山   | 有馬記念     | GI   | 芝2500m（良） | 14    | 4     | 5     | 15.1（03人）    | 03着 | 2:32.5 (35.3)     | -0.6     | 安藤勝己   | 57kg   | ディープインパクト     |
| 2007.03.31 | UAE    | ドバイDF     | G1   | 芝1777m (Gd)  | 18    | -     | 13    | 発売なし        | 03着 | -                 | 4馬身3/4 | 安藤勝己   | 57kg   | Admire Moon            |
| 0000.06.03 | 東京   | 安田記念     | GI   | 芝1600m（良） | 18    | 1     | 2     | 04.4（02人）    | 01着 | 1:32.3 (34.4)     | -0.0     | 安藤勝己   | 58kg   | （コンゴウリキシオー） |
| 0000.06.24 | 阪神   | 宝塚記念     | GI   | 芝2200m（稍） | 18    | 6     | 11    | 11.0（05人）    | 12着 | 2:15.8 (39.8)     | -3.4     | 安藤勝己   | 58kg   | アドマイヤムーン       |
| 0000.10.07 | 東京   | 毎日王冠     | GII  | 芝1800m（良） | 14    | 1     | 1     | 01.8（01人）    | 03着 | 1:44.5 (34.8)     | -0.3     | 安藤勝己   | 59kg   | チョウサン             |
| 0000.10.28 | 東京   | 天皇賞（秋） | GI   | 芝2000m（稍） | 16    | 7     | 14    | 05.6（03人）    | 09着 | 1:59.3 (35.4)     | -0.9     | 安藤勝己   | 58kg   | メイショウサムソン     |
| 0000.11.18 | 京都   | マイルCS     | GI   | 芝1600m（良） | 18    | 4     | 8     | 03.8（01人）    | 01着 | 1:32.7 (34.5)     | -0.0     | 安藤勝己   | 57kg   | （スーパーホーネット） |
| 0000.12.23 | 中山   | 有馬記念     | GI   | 芝2500m（稍） | 15    | 2     | 4     | 15.2（06人）    | 03着 | 2:34.2 (36.4)     | -0.6     | M.デムーロ | 57kg   | マツリダゴッホ         |

## 種牡馬時代

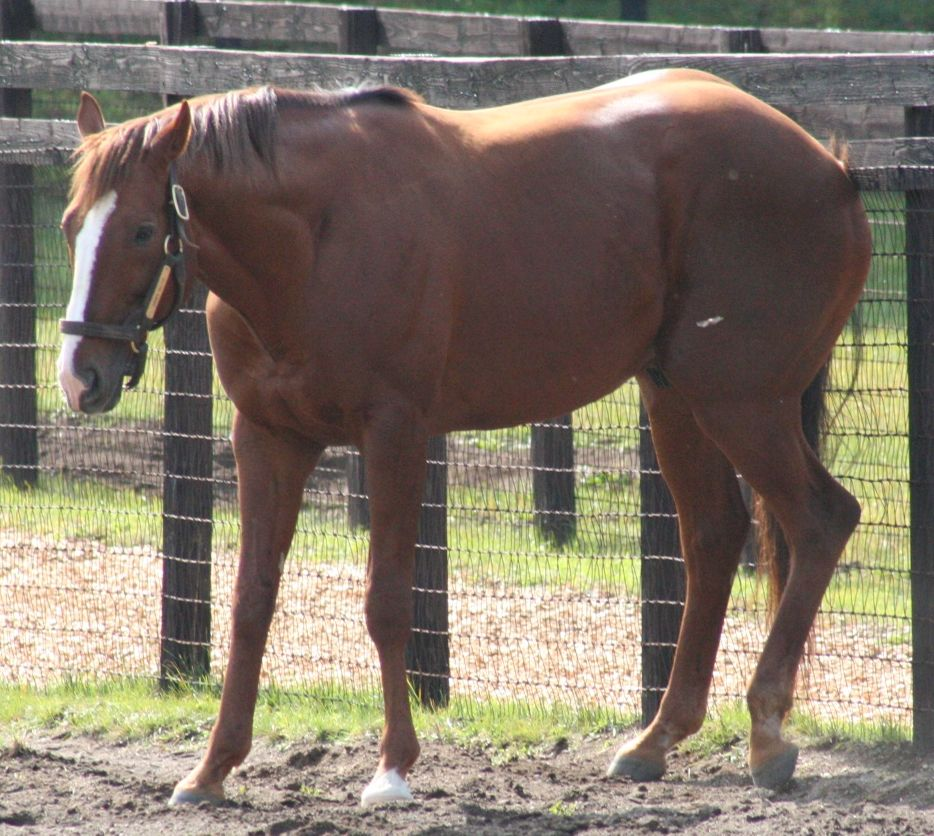
種牡馬時代（2008年、社台スタリオンステーション）

種牡馬として総額18億円のシンジケートが組まれていたダイワメジャーは、12月27日に繋養先となる社台スタリオンステーションに到着。翌春から種付けを開始し、交配頭数は初年度から223、181、163と推移した。初年度産駒は2011年6月19日にデビュー、同日の新馬戦（阪神競馬場、芝1600m）でダローネガとエピセアロームが1、2着を占めるというスタートを切る。のち勝ち上がったエピセアロームが小倉2歳ステークスを制し、産駒の重賞初勝利を挙げた。当年、2歳種牡馬ランキングで2位、新種牡馬では1位となった。翌2012年にはカレンブラックヒルがNHKマイルカップを制し、産駒がGI競走を初制覇。同年には244頭との交配が行われ、この世代がデビューした2015年には、阪神ジュベナイルフィリーズを制し2歳女王となったメジャーエンブレムらの活躍により、過去5年間その地位を占め続けたディープインパクトを抑えて2歳リーディングサイアーとなった。産駒の活躍は芝路線だけにとどまらず、2016年産駒からはアドマイヤマーズ、ノーヴァレンダと芝・ダートそれぞれで2歳GI勝ち馬を輩出した。2019年には前述のアドマイヤマーズが香港マイルを制し、産駒の海外G1初制覇を挙げた。
2020年3月22日、JRA史上22頭目となるJRA通算1000勝を達成した。
2022年7月17日、JRA史上13頭目となるJRA通算1200勝を達成した。
2023年11月22日に種牡馬引退を発表、種牡馬引退後は功労馬として引き続き社台スタリオンステーションで余生を送る。
2024年1月8日、中山競馬場12Rでスプレモフレイバーが1着となり、JRA史上11頭目の産駒のJRA通算勝利数が1300勝となった。

## 特徴・評価

### 競走馬としての特徴・評価

#### 競走面の特徴
競走馬としては、先行策からの早仕掛けと映るほどのロングスパートを身上としていた。ダイワメジャーでGI4勝を挙げた安藤勝己は、その走りについて「いつも先頭に立つところまではいいが、前に馬がいないと遊んでしまうようなところがある。ただ、その部分は長所でもあって、状態は今ひとつでも競馬に行って馬と身体を併せると、反応して差し返すところがある。競り合いになってぴったりくっついていれば頑張れる」と述べている。その一方で、瞬発力勝負になり一瞬でかわされるような展開には向かず、「理想は、最初から平均ペースにもっていけること」とした。ライターの谷川善久は、「自身の適距離を越える有馬記念でも2年連続3着に粘っているように、スピードの持続力は天下一品。また、並び掛けられると二の脚を使って相手を突き放し、追いかければ確実にターゲットを捉える、優れた勝負根性も光る。本気モードで駆けるダイワメジャーを負かすのは、かなり困難な仕事だった」と評している。武豊はダイワメジャーが6歳となった2007年1月に行われたインタビューにおいて、「あの馬は本当にしぶといし、敵に回すとやっかいですよね」と評している。距離適性はマイルから中距離を得意としていたこともあって、ダイワメジャーの勝利時の平均距離は1733メートルで、これは歴代の「10億円ホース」の内で最小値の記録（2012年時点）である。現在、この記録はグランアレグリアによって最小値が記録されている。

#### 身体・精神面の特徴
がっしりとした体躯は母方から受け継いだものとされる。その体格に加えて若駒の頃には気性も荒く、3人がかりでも押さえつけられなかったことがあったといい、危険であるため厩舎の両端にロープが張られたこともあった。若駒の頃は環境変化に敏感ですぐに内臓の具合が悪くなる体質であったが、古馬になってからはそうした精神面の脆さがある程度解消され、国外への遠征が可能なほどになった。種牡馬入りしてからの担当者は、ダイワメジャーは小心さと好奇心の強さを併せもつため制御が難しいものの、人間を信用しており、進んで信頼関係を結ぼうとする面もあるとの印象を語っている。種牡馬として繋養されている社台スタリオンステーション事務局の徳武英介は、ダイワメジャーのまじめで健康、壊れにくいという強みは母の父ノーザンテースト譲りのものだろうと述べている。

### 表彰
| 年度   | 表彰                | 票数    | 出典  |
| ------ | ------------------- | ------- | ----- |
| 2006年 | JRA賞最優秀短距離馬 | 200/289 | [ 5 ] |
| 2007年 | JRA賞最優秀短距離馬 | 234/289 | [ 3 ] |

### レーティング
| 年度   | 馬齢 | 馬場 | 距離区分（m）  | 値  | 出典   |
| ------ | ---- | ---- | -------------- | --- | ------ |
| 2004年 | 3歳  | 芝   | I（1900-2199） | 113 | [ 64 ] |
| 2005年 | 4歳  | 芝   | M（1400-1899） | 117 | [ 4 ]  |
| 2006年 | 5歳  | 芝   | M（1400-1899） | 121 | [ 5 ]  |
| 2006年 | 5歳  | 芝   | I（1900-2199） | 121 | [ 5 ]  |
| 2007年 | 6歳  | 芝   | M（1400-1899） | 121 | [ 3 ]  |

### 投票企画の結果
| 年度   | 企画者                 | 企画                                            | 順位   | 出典   |
| ------ | ---------------------- | ----------------------------------------------- | ------ | ------ |
| 2010年 | 優駿（日本中央競馬会） | 未来に語り継ぎたい不滅の名馬たち                | 第47位 | [ 65 ] |
| 2012年 | 優駿（日本中央競馬会） | 距離別「最強馬」はこの馬だ!（1600メートル部門） | 第6位  | [ 66 ] |
| 2015年 | 優駿（日本中央競馬会） | 未来に語り継ぎたい名馬BEST100                   | 第60位 | [ 58 ] |
| 2021年 | 優駿（日本中央競馬会） | 新世紀の名馬ベスト100                           | 第36位 | [ 67 ] |

## 種牡馬成績

### 年度別成績（中央+地方）
| 年     | 出走 | 出走 | 勝利 | 勝利 | 順位 | AEI  | 収得賞金         |
| 年     | 頭数 | 回数 | 頭数 | 回数 | 順位 | AEI  | 収得賞金         |
| ------ | ---- | ---- | ---- | ---- | ---- | ---- | ---------------- |
| 2011年 | 101  | 298  | 27   | 33   | 42   | 1.21 | 4億6751万8000円  |
| 2012年 | 231  | 1382 | 109  | 165  | 7    | 2.22 | 19億2967万7500円 |
| 2013年 | 298  | 2144 | 130  | 230  | 4    | 1.97 | 22億4102万7500円 |
| 2014年 | 339  | 2646 | 133  | 217  | 6    | 1.66 | 22億1873万3000円 |
| 2015年 | 414  | 3221 | 187  | 315  | 4    | 1.52 | 25億6896万0500円 |
| 2016年 | 442  | 3491 | 201  | 337  | 3    | 1.56 | 28億8980万6000円 |
| 2017年 | 429  | 3519 | 208  | 356  | 5    | 1.62 | 29億6572万1500円 |
| 2018年 | 384  | 2927 | 164  | 279  | 6    | 1.61 | 26億0482万8000円 |
| 2019年 | 361  | 2647 | 143  | 255  | 7    | 1.61 | 24億1706万1000円 |
| 2020年 | 361  | 2672 | 147  | 231  | 7    | 1.40 | 21億0803万6000円 |
| 2021年 | 345  | 2694 | 135  | 219  | 10   | 1.26 | 18億3576万6000円 |

- 2021年終了時点[68][69]。

### 主な産駒

#### GI・JpnI競走優勝馬
太字はGI（またはJpnI）競走。
- 2009年産
  - カレンブラックヒル（2012年ニュージーランドトロフィー、NHKマイルカップ、毎日王冠、2014年ダービー卿チャレンジトロフィー、2015年小倉大賞典[70]）[71]
- 2010年産
  - コパノリチャード（2013年アーリントンカップ、スワンステークス、2014年阪急杯、高松宮記念）[72]
- 2012年産
  - ブルドッグボス（2017年クラスターカップ[73]、2019年JBCスプリント、ゴールドカップ[74]、2020年ゴールドカップ[75]）
- 2013年産
  - メジャーエンブレム（2015年阪神ジュベナイルフィリーズ[76]、2016年クイーンカップ、NHKマイルカップ）[77]
    - 2015年度最優秀2歳牝馬
- 2014年産
  - レーヌミノル（2016年小倉2歳ステークス、2017年桜花賞)[78]
- 2016年産
  - アドマイヤマーズ（2018年朝日杯フューチュリティステークス、デイリー杯2歳ステークス[79][80]、2019年NHKマイルカップ、香港マイル[81]）[82]
    - 2018年度最優秀2歳牡馬

  - ノーヴァレンダ（2018年全日本2歳優駿[83]、2022年ダイオライト記念）[84]
- 2017年産
  - レシステンシア（2019年ファンタジーステークス、阪神ジュベナイルフィリーズ[85]、2021年阪急杯、セントウルステークス）[86]
    - 2019年度最優秀2歳牝馬
- 2019年産
  - セリフォス （2021年新潟2歳ステークス、デイリー杯2歳ステークス、2022年富士ステークス、マイルチャンピオンシップ[87]）[88]
    - 2022年度最優秀短距離馬
- 2020年産
  - ダブルメジャー / Double Major（2023年ショードネイ賞、ロワイヤルオーク賞、2024年モーリスドニョイユ賞、ケルゴルレイ賞、ロワイヤルオーク賞）
- 2021年産
  - アスコリピチェーノ（2023年新潟2歳ステークス、阪神ジュベナイルフィリーズ、2024年京成杯オータムハンデキャップ、2025年1351ターフスプリント、ヴィクトリアマイル）
    - 2023年度最優秀2歳牝馬

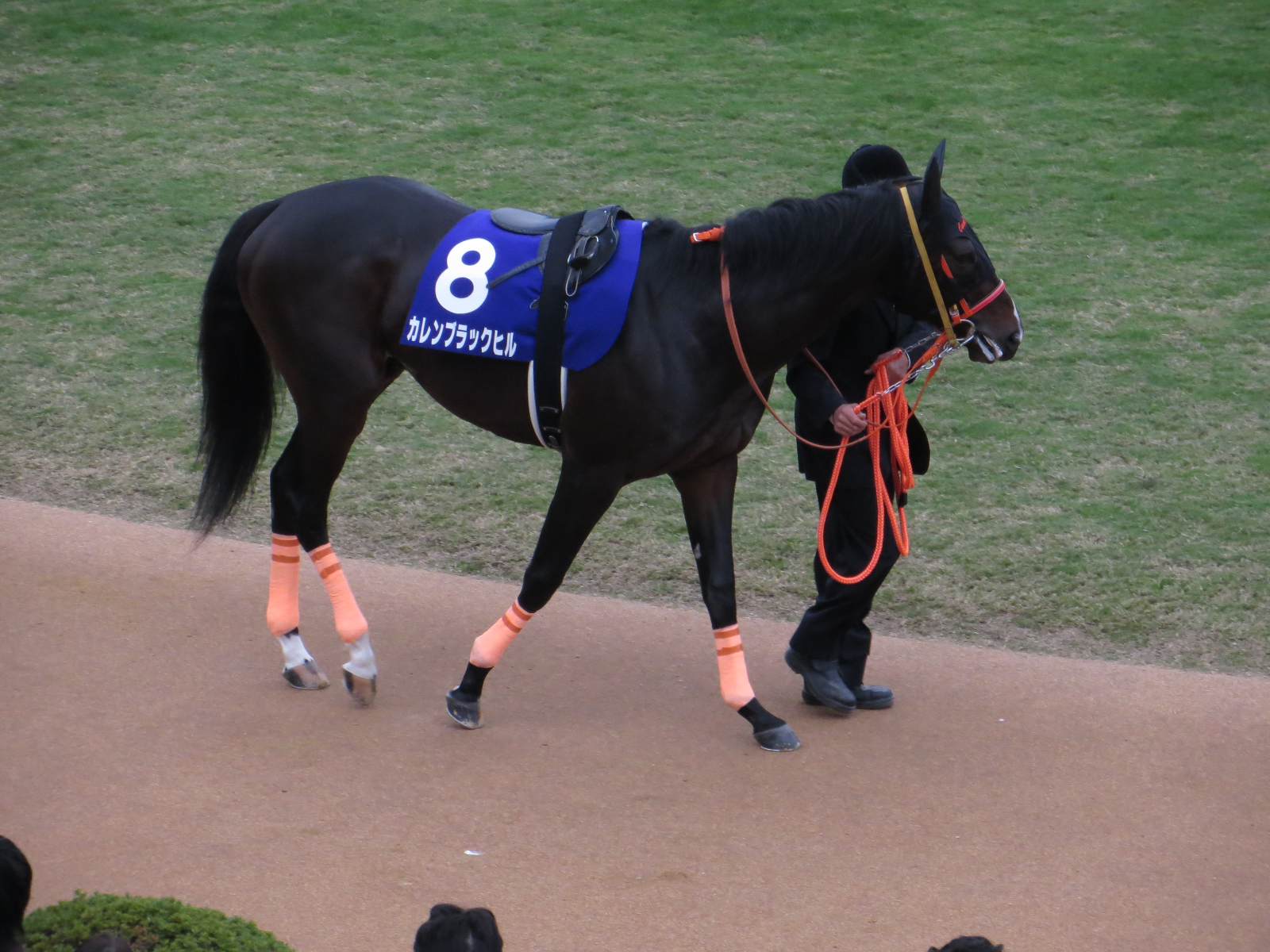
カレンブラックヒル（2009年産）
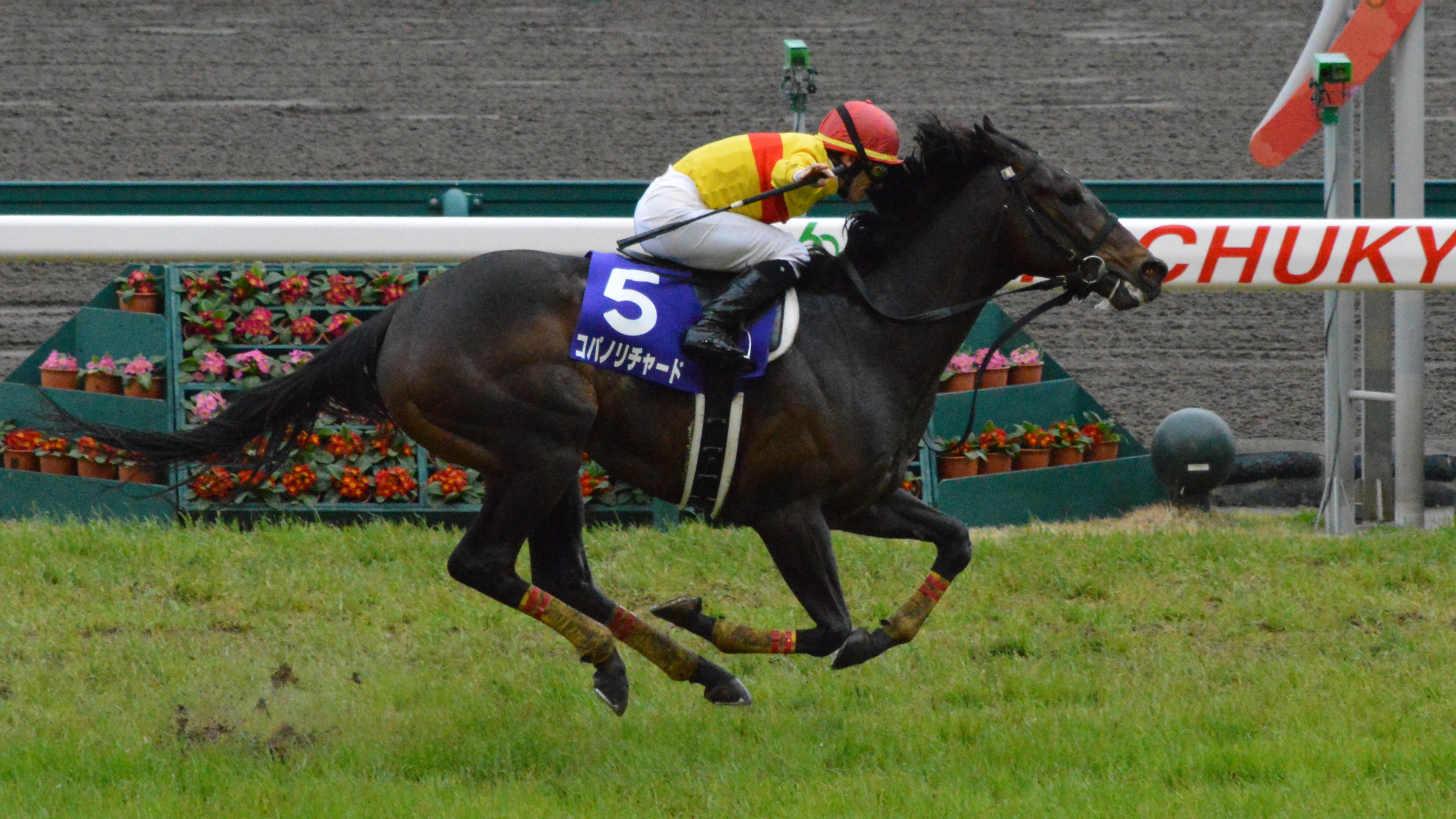
コパノリチャード（2010年産）
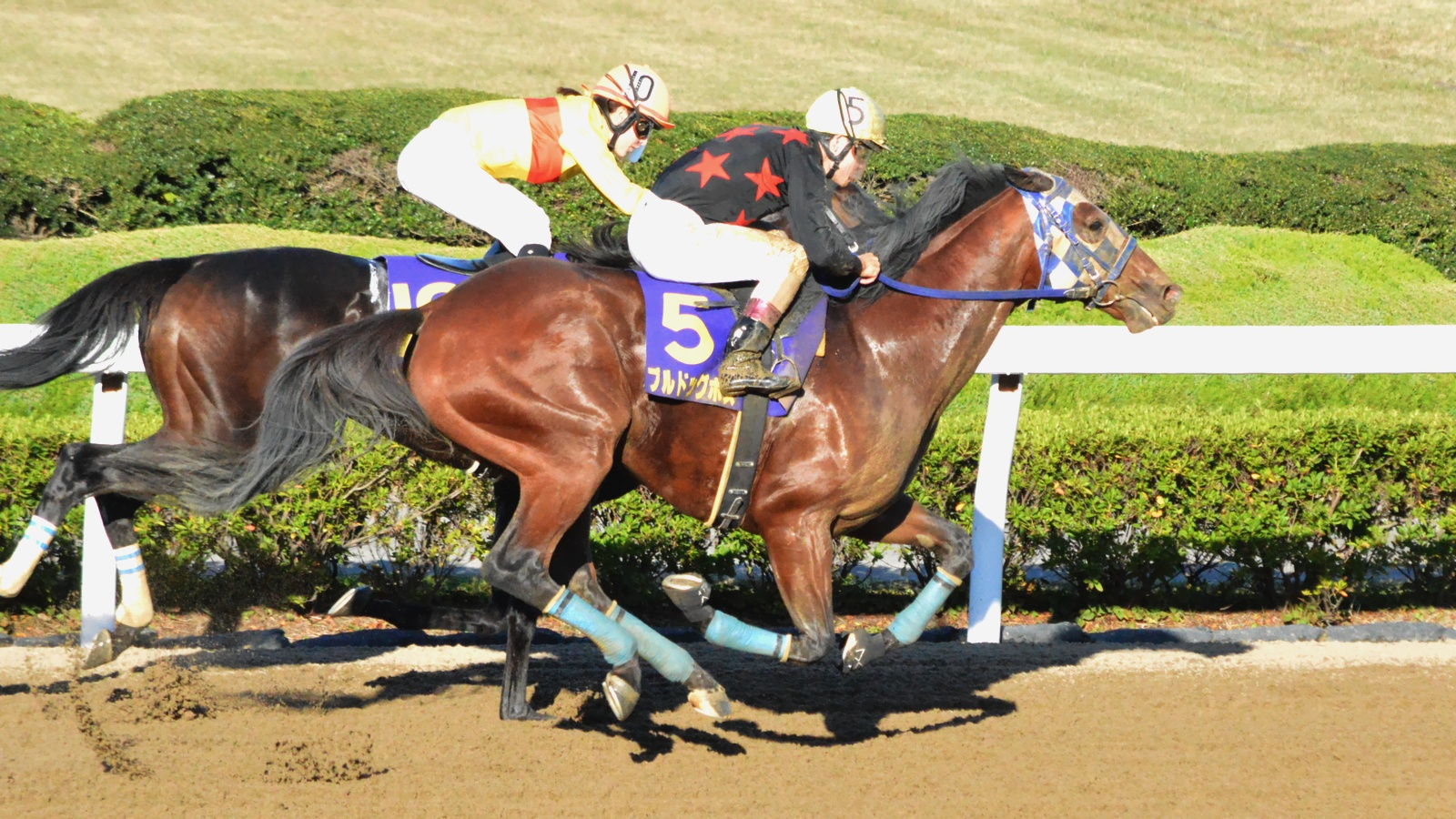
ブルドッグボス（2012年産）
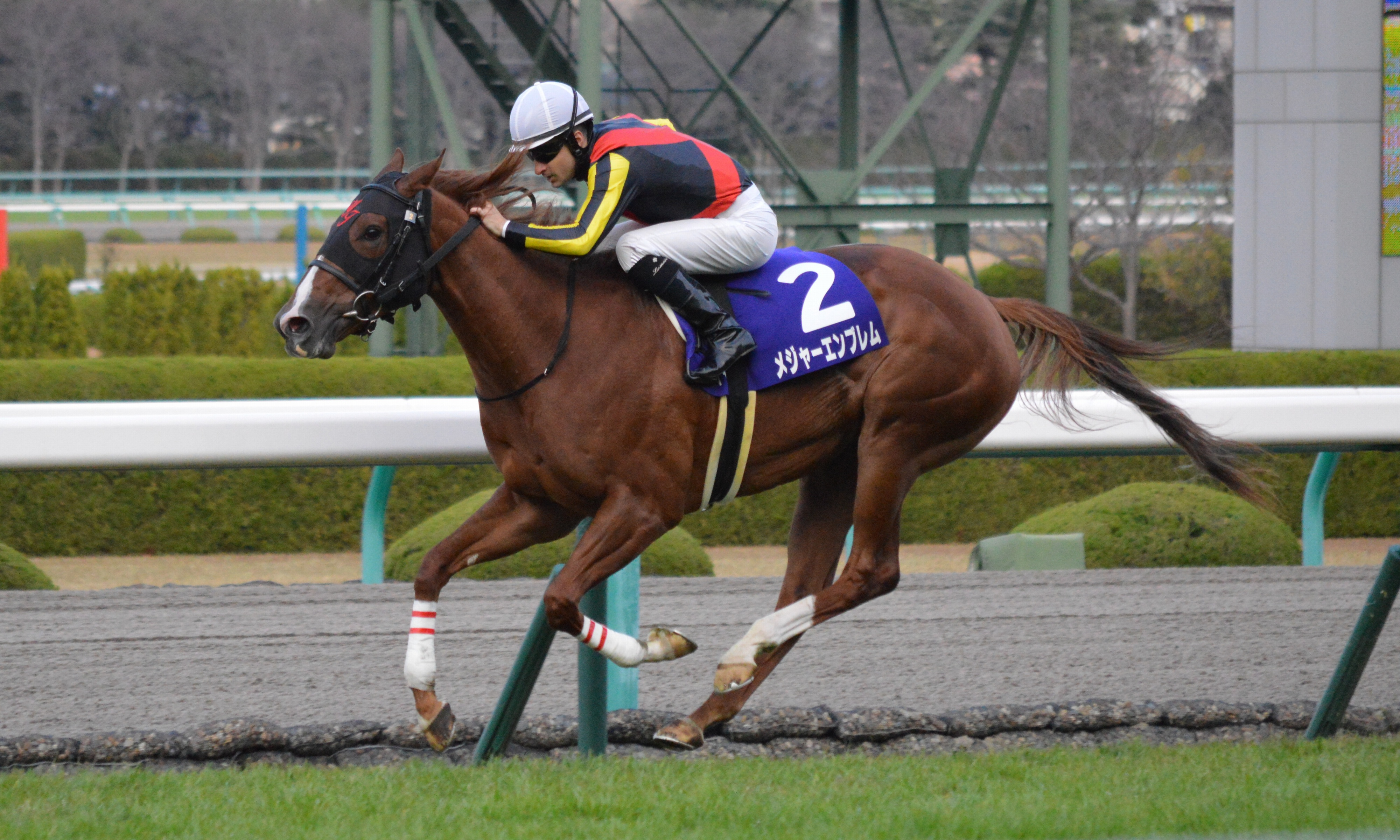
メジャーエンブレム（2013年産）
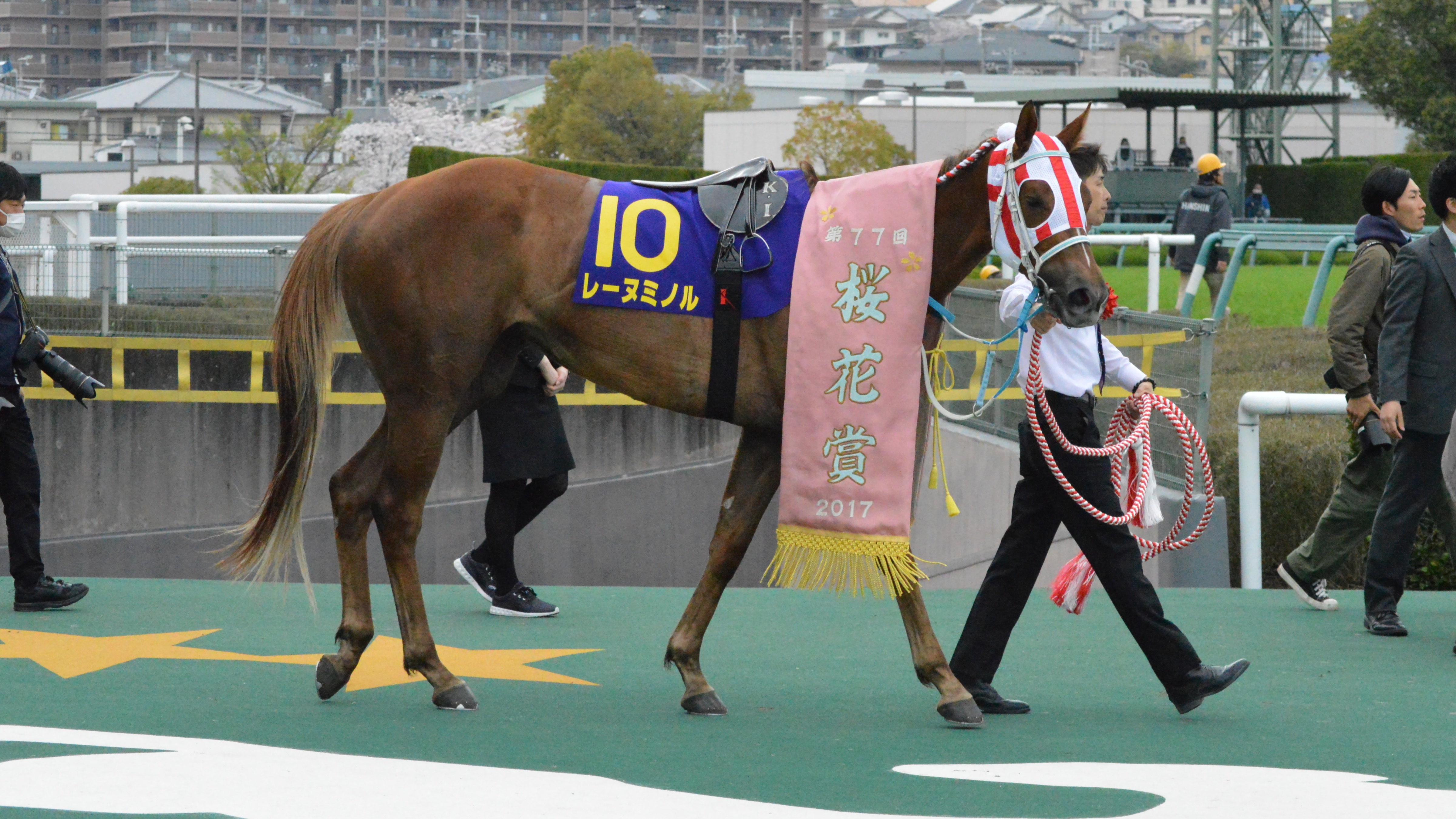
レーヌミノル（2014年産）
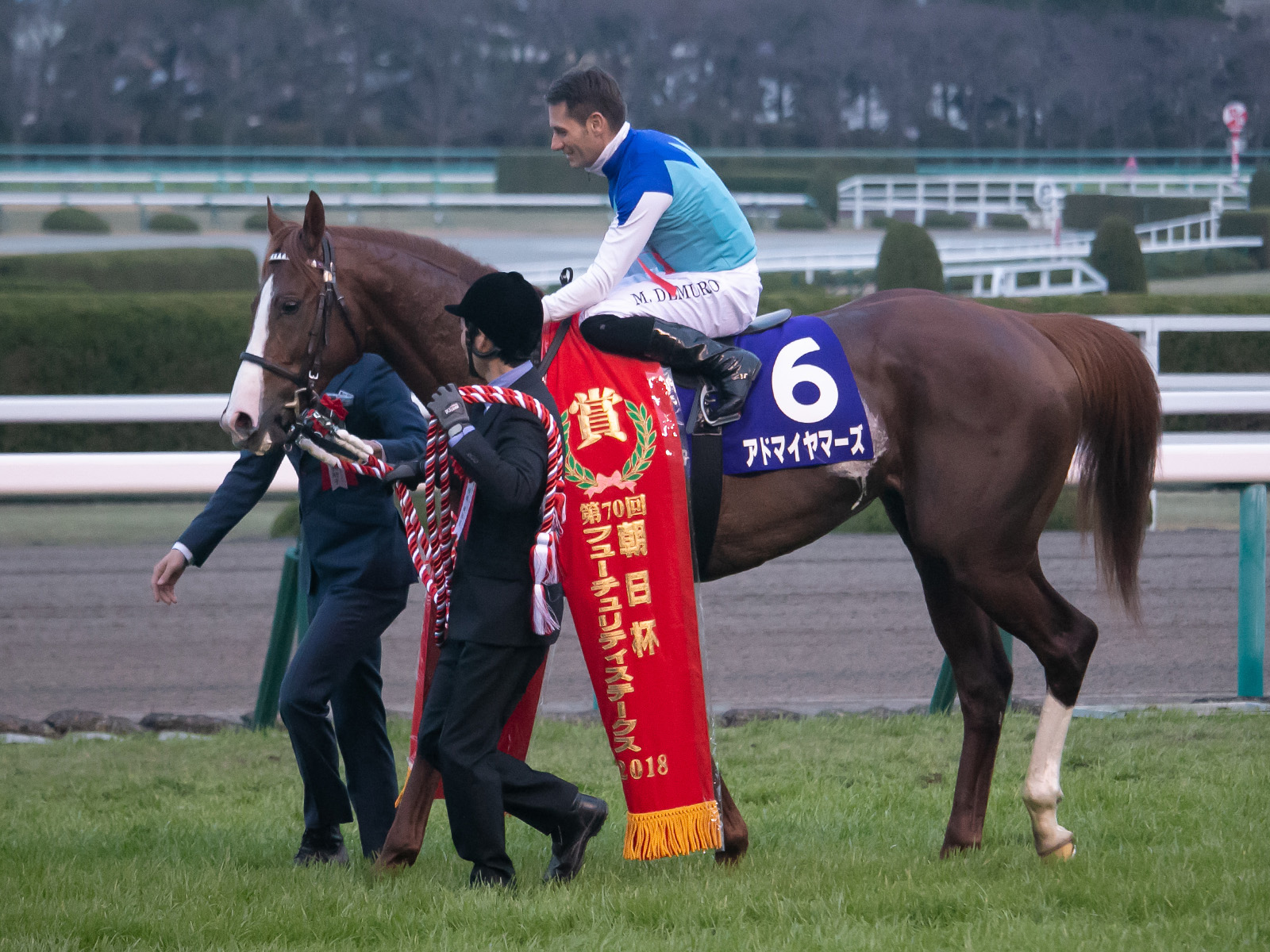
アドマイヤマーズ（2016年産）
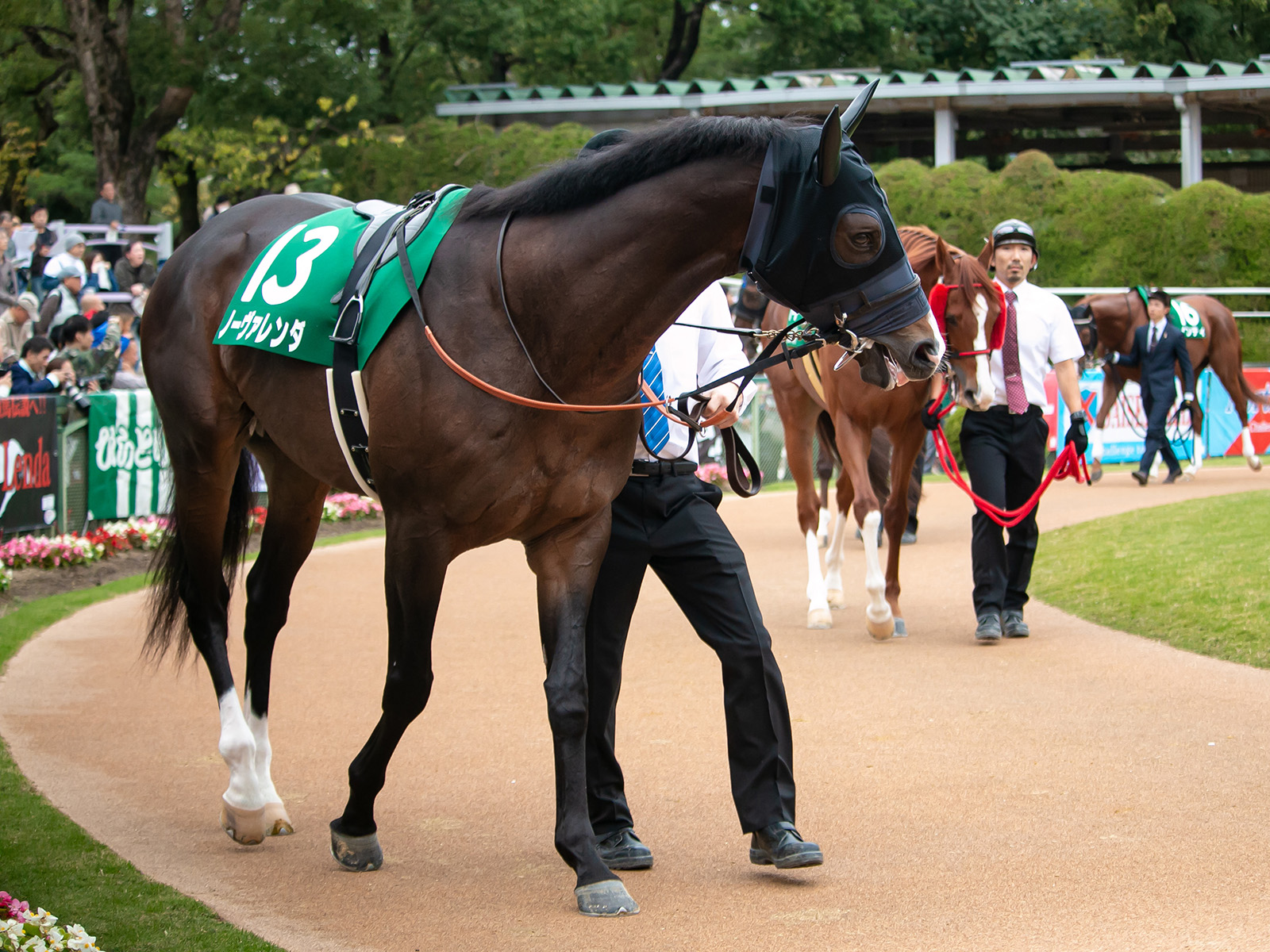
ノーヴァレンダ（2016年産）
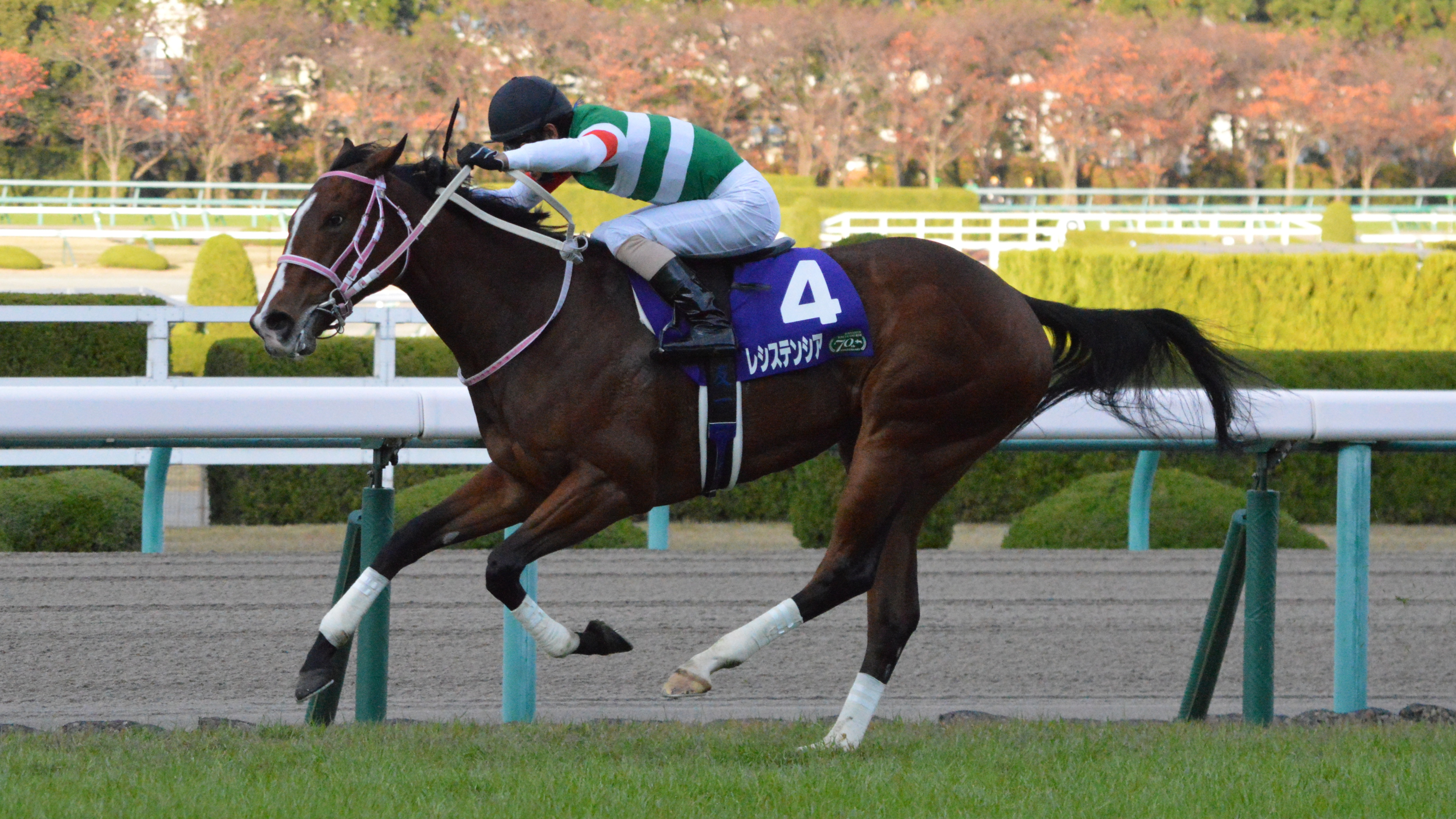
レシステンシア（2017年産）
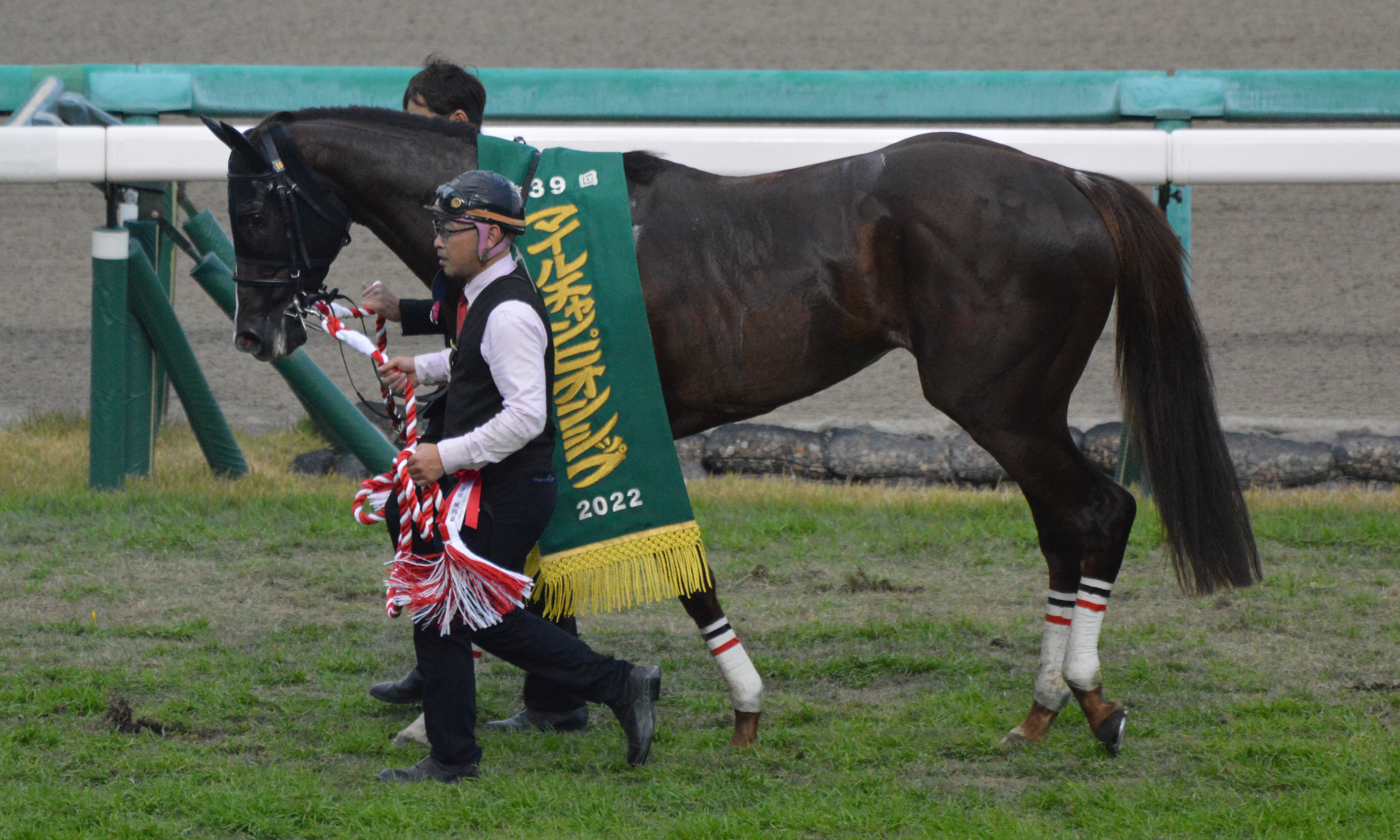
セリフォス（2019年産）
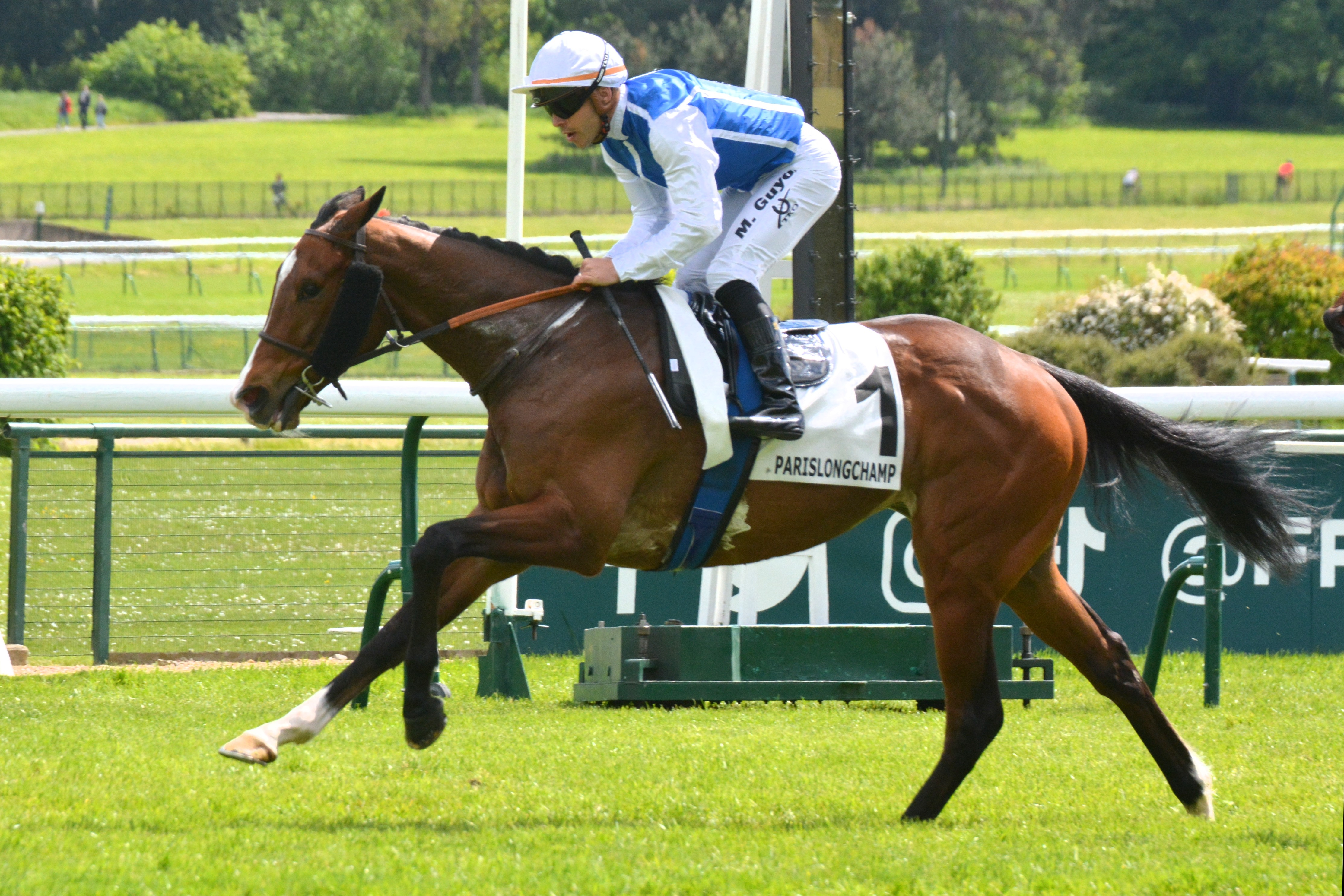
ダブルメジャー（2020年産）
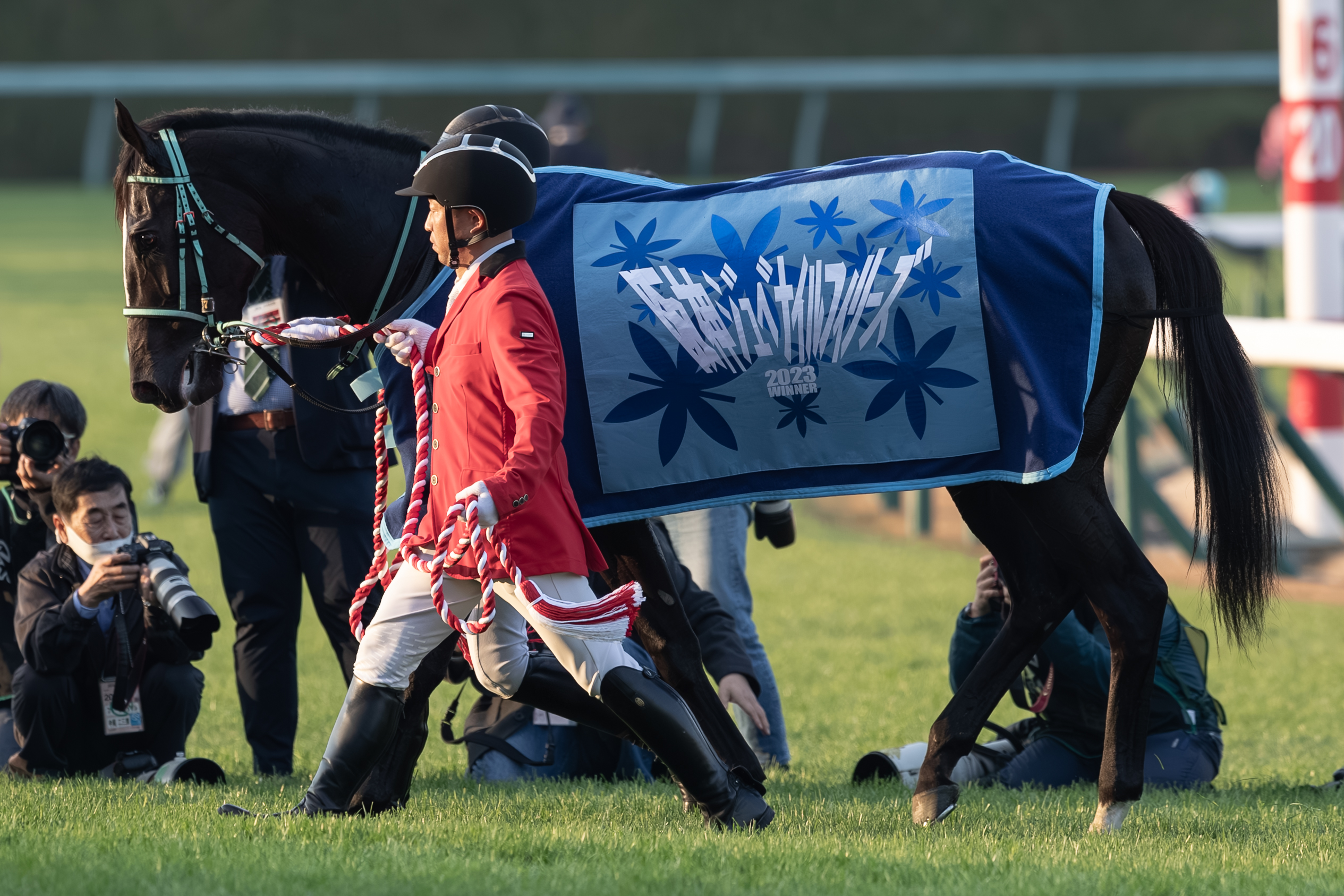
アスコリピチェーノ（2021年産）

#### グレード制重賞優勝馬
- 2009年産
  - エピセアローム（2011年小倉2歳ステークス、2013年セントウルステークス）[89]
  - トーセンベニザクラ（2012年フェアリーステークス）[90]
  - ダイワマッジョーレ（2013年京王杯スプリングカップ、2015年阪急杯）[91]
  - エクセラントカーヴ（2013年京成杯オータムハンデキャップ）[92]
- 2011年産
  - マーブルカテドラル（2013年アルテミスステークス）[93]
- 2012年産
  - ロジチャリス（2017年ダービー卿チャレンジトロフィー[94]）[95]
  - スズカプレスト （2020年京都ハイジャンプ）[96]
- 2013年産
  - ボールライトニング（2015年京王杯2歳ステークス[97]）[98]
  - ソルヴェイグ（2016年フィリーズレビュー、函館スプリントステークス）[99]
  - ナックビーナス（2018年キーンランドカップ）[100]
- 2014年産
  - ミスパンテール（2017年ターコイズステークス、2018年阪神牝馬ステークス、京都牝馬ステークス、ターコイズステークス）[101]
- 2015年産
  - フロンティア（2017年新潟2歳ステークス[102]）[103]
- 2016年産
  - デュープロセス（2019年兵庫ゴールドトロフィー）[104]
  - ホッコーメヴィウス（2022年新潟ジャンプステークス、阪神ジャンプステークス、京都ジャンプステークス、2024年新潟ジャンプステークス）[105]
- 2018年産
  - モントライゼ（2020年京王杯2歳ステークス）
- 2019年産
  - マテンロウオリオン（2022年シンザン記念）
  - ドンフランキー（2023年プロキオンステークス、東京盃、2024年クラスターカップ）[106]
- 2021年産
  - エコロブルーム（2024年ニュージーランドトロフィー）

#### 地方重賞優勝馬
- 2010年産
  - セラミックガール（2012年ジュニアグランプリ）[107]
  - ベルライン（2016年六甲盃）[108]
- 2011年産
  - ダイワリベラル（2019年せきれい賞）[109]
- 2012年産
  - ダイワエクシード（2015年不来方賞、2017年北上川大賞典）[110]
  - ディナスティーア（2018年ヒダカソウカップ）[111]
- 2016年産
  - モダスオペランディ（2023年大高坂賞、御厨人窟賞、2024年だるま夕日賞）
  - ヒロシゲウェーブ（2023年飛山濃水杯）[112]
- 2019年産
  - スプラウティング（2025年栗駒賞）[113]

#### その他
- 2021年産
  - ボンドガール（2024年秋華賞など重賞2着5回）

### 母父としての産駒

#### グレード制重賞優勝馬
- 2017年産
  - ショウナンナデシコ（2022年エンプレス杯、マリーンカップ、かしわ記念、スパーキングレディーカップ）- 父オルフェーヴル
- 2019年産
  - ナミュール（2022年チューリップ賞、2023年富士ステークス、マイルチャンピオンシップ）- 父ハービンジャー[114]
  - グランブリッジ（2022年関東オークス、ブリーダーズゴールドカップ、2023年TCK女王盃、エンプレス杯、2024年レディスプレリュード）- 父シニスターミニスター[115]
  - キミワクイーン（2023年函館スプリントステークス） - 父ロードカナロア[116]
- 2020年産
  - マルカラピッド（2022年エーデルワイス賞）- 父マインドユアビスケッツ[117]
  - ラヴェル（2022年アルテミスステークス、2024年チャレンジカップ）- 父キタサンブラック[118]
  - モリアーナ（2023年紫苑ステークス）- 父エピファネイア[119]
  - ロードフォンス（2025年かきつばた記念）- 父ロードカナロア
- 2022年産
  - アルマヴェローチェ（2024年阪神ジュベナイルフィリーズ）- 父ハービンジャー

#### 地方重賞優勝馬
- 2015年産
  - バーニングペスカ（2024年白銀争覇）- 父パイロ
- 2016年産
  - ボルドープラージュ（2021年ラブミーチャン記念）- 父アイルハヴアナザー
- 2018年産
  - ジョエル（2021年クラウンカップ、黒潮盃、2023年埼玉新聞栄冠賞）- 父トーセンブライト[120]
- 2019年産
  - マックスレジェンド（2021年知床賞）- 父ダノンレジェンド
- 2020年産
  - ベルピット（2022年ブリーダーズゴールドジュニアカップ、サッポロクラシックカップ、2023年北斗盃、北海優駿、王冠賞、2024年・2025年コスモバルク記念、2024年赤レンガ記念、旭岳賞、瑞穂賞、道営記念）- 父パイロ[121]
- 2022年産
  - プリムスパールス（2024年ジェムストーン賞）- 父ベストウォーリア

## 血統

### 血統背景
父サンデーサイレンス、母の父ノーザンテーストはいずれも社台グループが輸入し、それぞれ一時代を築いた種牡馬である。日本における牝系祖・スカーレットインクはアメリカからの輸入馬で、その曾祖母（本馬の5代母）・ユアホステスの血統が見込まれての導入であった。「スカーレット一族」と称される下記近親馬のほか、広くはそれぞれ米二冠馬のマジェスティックプリンス、リアルクワイエット、ダービーステークス優勝馬セクレトがユアホステス系の出身である。

### 血統表
| ダイワメジャーの血統                                       | ダイワメジャーの血統                                      | ダイワメジャーの血統                                      | （血統表の出典）                                          | （血統表の出典） |
| 父系                                                       | サンデーサイレンス系（ヘイロー系）                        | サンデーサイレンス系（ヘイロー系）                        | サンデーサイレンス系（ヘイロー系）                        | [ § 2 ]          |
| 父 *サンデーサイレンス Sunday Silence 1986 青鹿毛 アメリカ | 父の父Halo 1969 黒鹿毛 アメリカ                           | Hail to Reason 1958                                       | Turn-to                                                   | Turn-to          |
| 父 *サンデーサイレンス Sunday Silence 1986 青鹿毛 アメリカ | 父の父Halo 1969 黒鹿毛 アメリカ                           | Hail to Reason 1958                                       | Nothirdchance                                             |                  |
| 父 *サンデーサイレンス Sunday Silence 1986 青鹿毛 アメリカ | 父の父Halo 1969 黒鹿毛 アメリカ                           | Cosmah 1953                                               | Cosmic Bomb                                               | Cosmic Bomb      |
| 父 *サンデーサイレンス Sunday Silence 1986 青鹿毛 アメリカ | 父の父Halo 1969 黒鹿毛 アメリカ                           | Cosmah 1953                                               | Almahmoud                                                 |                  |
| 父 *サンデーサイレンス Sunday Silence 1986 青鹿毛 アメリカ | 父の母Wishing Well 1975 鹿毛 アメリカ                     | Understanding 1963                                        | Promised Land                                             | Promised Land    |
| 父 *サンデーサイレンス Sunday Silence 1986 青鹿毛 アメリカ | 父の母Wishing Well 1975 鹿毛 アメリカ                     | Understanding 1963                                        | Pretty Ways                                               |                  |
| 父 *サンデーサイレンス Sunday Silence 1986 青鹿毛 アメリカ | 父の母Wishing Well 1975 鹿毛 アメリカ                     | Mountain Flower 1964                                      | Montparnasse                                              | Montparnasse     |
| 父 *サンデーサイレンス Sunday Silence 1986 青鹿毛 アメリカ | 父の母Wishing Well 1975 鹿毛 アメリカ                     | Mountain Flower 1964                                      | Edelweiss                                                 |                  |
| 母 スカーレットブーケ 1988 栗毛 北海道千歳市               | 母の父*ノーザンテースト Northern Taste 1971 栗毛 カナダ   | Northern Dancer                                           | Nearctic                                                  | Nearctic         |
| 母 スカーレットブーケ 1988 栗毛 北海道千歳市               | 母の父*ノーザンテースト Northern Taste 1971 栗毛 カナダ   | Northern Dancer                                           | Natalma                                                   |                  |
| 母 スカーレットブーケ 1988 栗毛 北海道千歳市               | 母の父*ノーザンテースト Northern Taste 1971 栗毛 カナダ   | Lady Victoria                                             | Victoria Park                                             | Victoria Park    |
| 母 スカーレットブーケ 1988 栗毛 北海道千歳市               | 母の父*ノーザンテースト Northern Taste 1971 栗毛 カナダ   | Lady Victoria                                             | Lady Angela                                               |                  |
| 母 スカーレットブーケ 1988 栗毛 北海道千歳市               | 母の母*スカーレットインク Scarlet Ink 1971 栗毛 アメリカ  | Crimson Satan                                             | Spy Song                                                  | Spy Song         |
| 母 スカーレットブーケ 1988 栗毛 北海道千歳市               | 母の母*スカーレットインク Scarlet Ink 1971 栗毛 アメリカ  | Crimson Satan                                             | Papila                                                    |                  |
| 母 スカーレットブーケ 1988 栗毛 北海道千歳市               | 母の母*スカーレットインク Scarlet Ink 1971 栗毛 アメリカ  | Consentid                                                 | Beau Max                                                  | Beau Max         |
| 母 スカーレットブーケ 1988 栗毛 北海道千歳市               | 母の母*スカーレットインク Scarlet Ink 1971 栗毛 アメリカ  | Consentid                                                 | La Menium                                                 |                  |
| 母系(F-No.)                                                | 4号族(FN:4-d)                                             | 4号族(FN:4-d)                                             | 4号族(FN:4-d)                                             | [ § 3 ]          |
| 5代内の近親交配                                            | Almahmoud 4×5、Royal Charger 5×5、Lady Angela 4×5（母内） | Almahmoud 4×5、Royal Charger 5×5、Lady Angela 4×5（母内） | Almahmoud 4×5、Royal Charger 5×5、Lady Angela 4×5（母内） | [ § 4 ]          |
| 出典                                                       | 1. 2. 3. 4.                                               | 1. 2. 3. 4.                                               | 1. 2. 3. 4.                                               | 1. 2. 3. 4.      |

### 近親（重賞勝利馬）
1. 括弧内は各馬の優勝重賞競走。太字はGIおよびJpnI競走。

- 全姉 - ダイワルージュ（新潟3歳ステークス）[8]
- 半妹 - ダイワスカーレット（桜花賞、秋華賞、エリザベス女王杯、有馬記念、ローズステークス、大阪杯）[8]
- 伯母 - スカーレットリボン（報知杯4歳牝馬特別）[8]
- 甥 - ダイワファルコン（福島記念2回）[8]
- 従甥 - サカラート（東海ステークス、ブリーダーズゴールドカップ、日本テレビ盃、マーキュリーカップ）
- 従甥 - ヴァーミリアン（フェブラリーステークス、ジャパンカップダート、JBCクラシック3回、川崎記念2回、帝王賞、東京大賞典、浦和記念、ダイオライト記念、名古屋グランプリ、ラジオNIKKEI杯2歳ステークス）[8]
- 従甥 - キングスエンブレム（シリウスステークス）[8]
- 従甥 - ソリタリーキング（東海ステークス、日本テレビ盃、マーキュリーカップ）[8]
- 従姪 - トーセンジョウオー（エンプレス杯、マリーンカップ2回、スパーキングレディーカップ、関東オークス）[8]
- 従甥 - クォークスター（セントライト記念）[8]